# 伊達市 (北海道)
伊達市（だてし）は、北海道の道央地方南部に位置し、胆振総合振興局の西いぶり地域に属する市。市名は、明治時代初期に入植した亘理伊達氏が開拓したことに由来する。

## 概要
史跡、温泉があり、自然も豊かである。内浦湾（噴火湾）の北東岸に位置し、伊達市噴火湾文化研究所が設置されている。北黄金貝塚など縄文時代から人が暮らしたことを示す遺跡があり、アイヌ集落（コタン）が多く形成された。主要産業は農業、水産業、および福祉関連である。また、北海道唯一の藍生産地となっており、市内には藍染め工房がある。
2005年（平成17年）3月に合併特例法に基づく市町村合併で、大滝村と合併した。世は平成の大合併の時期であり、当初は隣接する壮瞥町も含む1市1町1村で合併協議会を開催していたが、2004年（平成16年）12月に解散。1市1村（伊達市・大滝村）で協議会を再開しての合併であった。そのため、市域が壮瞥町を挟んで分かれている（飛び地合併）。
旧大滝村（現・大滝区）は青森県出身の永井五郎兵衛が優徳に住み着いたことが村の始まりとなり、橋口文蔵により開拓された（1950年（昭和25年）までは徳舜瞥村（とくしゅんべつ）という名前であった）。林業、キノコ栽培、観光業が主な産業となっている。

### 地名の由来
伊達邦成が明治政府より有珠郡支配を命じられて開拓役所と支配所を設置し、宮城県より亘理伊達氏（仙台藩主伊達氏の分家）が集団移住をしてきたことが当市の礎となっている。北海道の自治体名はアイヌ語が語源となっているものが多いが、本市の市名は「伊達氏」に由来している（同名の福島県伊達市は「伊達氏」の発祥の地である）。

## 地理
沿岸部は内浦湾（噴火湾）に面している。旧伊達市域と旧大滝村域（大滝区）は飛び地になっており、大滝区の面積のみで旧伊達市の面積を上回る。市域の一部は支笏洞爺国立公園となっており、市域のすべてが「洞爺湖有珠山ジオパーク」（日本ジオパーク・世界ジオパーク認定）になっている。有珠山は「日本の地質百選」に選ばれている。

### 地形

#### 山地
主な山
- 有珠山（737 m）
- ホロホロ山（1,322.4 m）
- 徳舜瞥山（1,309 m）
- 白老岳（968 m）
- 伊達紋別岳（714.6 m）
- 稀府岳（702.1 m）
- 円山（555.3 m）

#### 河川
主な川
- 長流川
- 気門別川
- 紋別川
- シャミチセ川
- 谷藤川
- 牛舎川
- 気仙川
- 尻別川
- 徳舜瞥川

#### 海岸
主な岬
- アルトリ岬

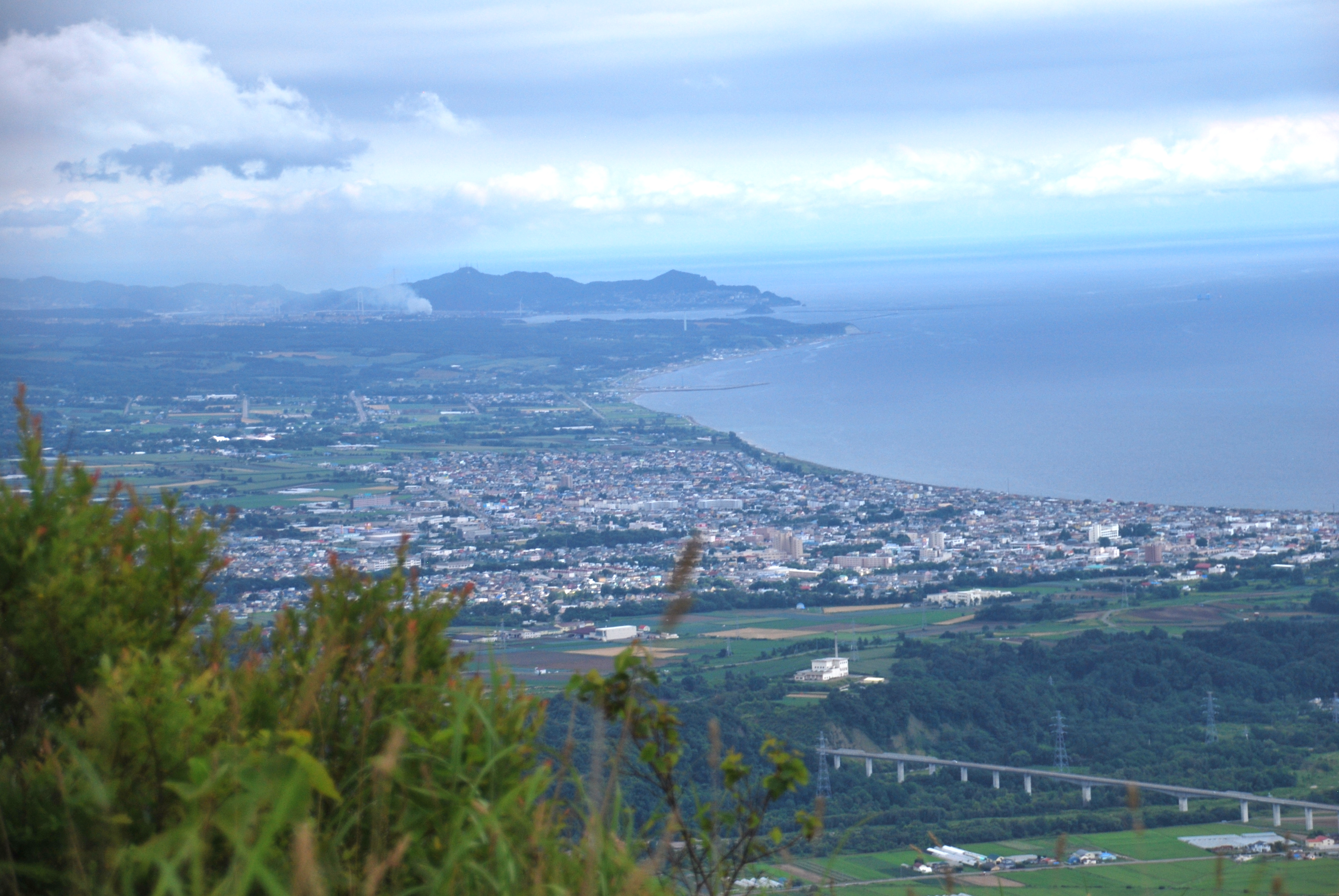
有珠山から眺めた伊達市街（2013年5月）
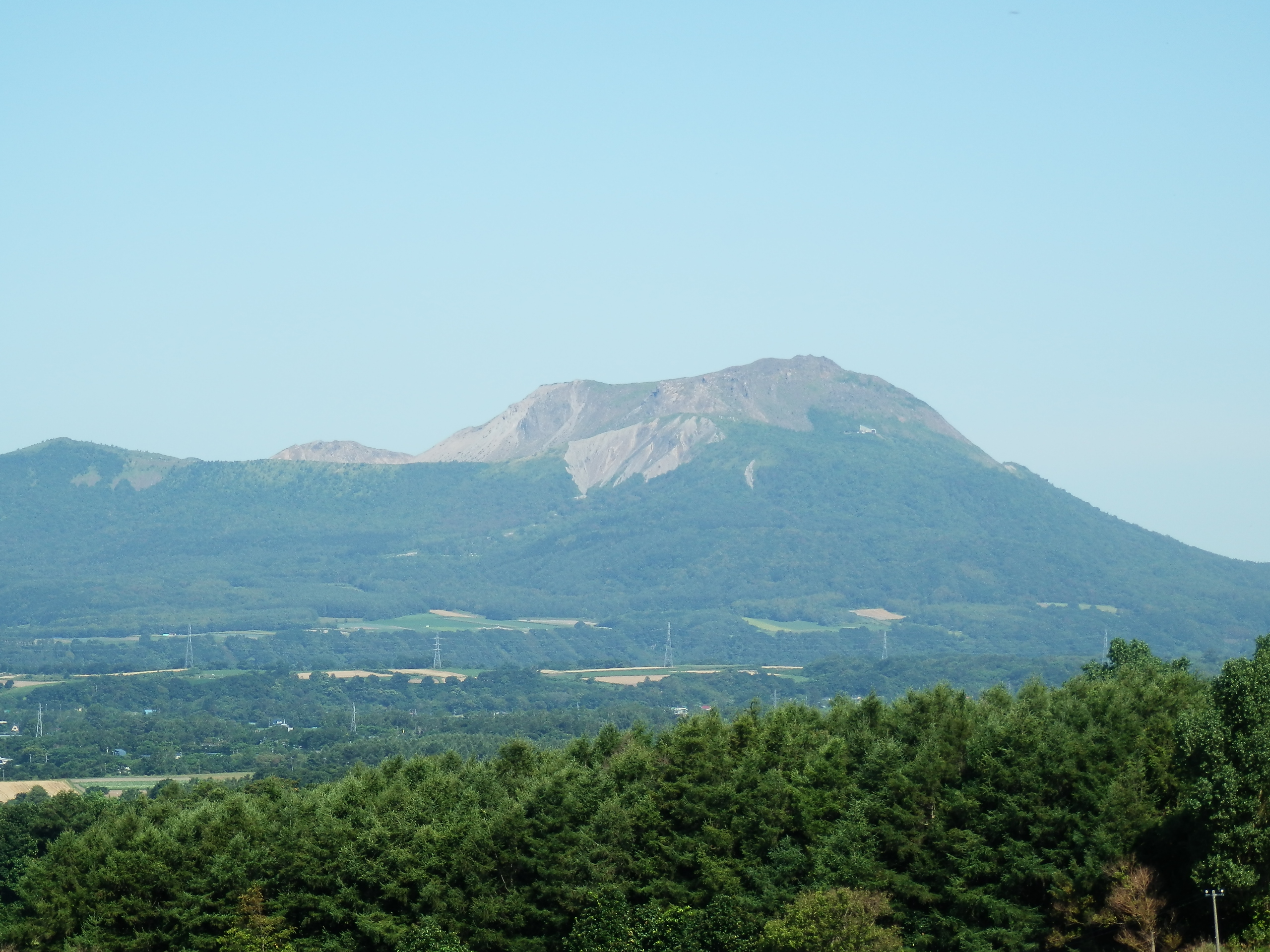
伊達市側から見た有珠山（2011年8月）
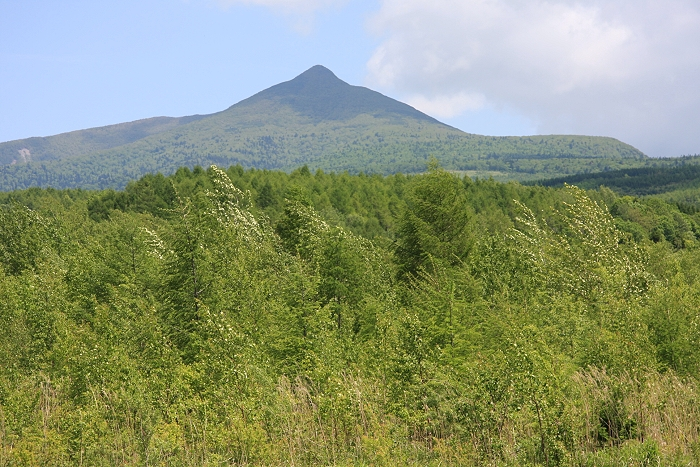
大滝区から見た徳舜瞥山（2012年6月）
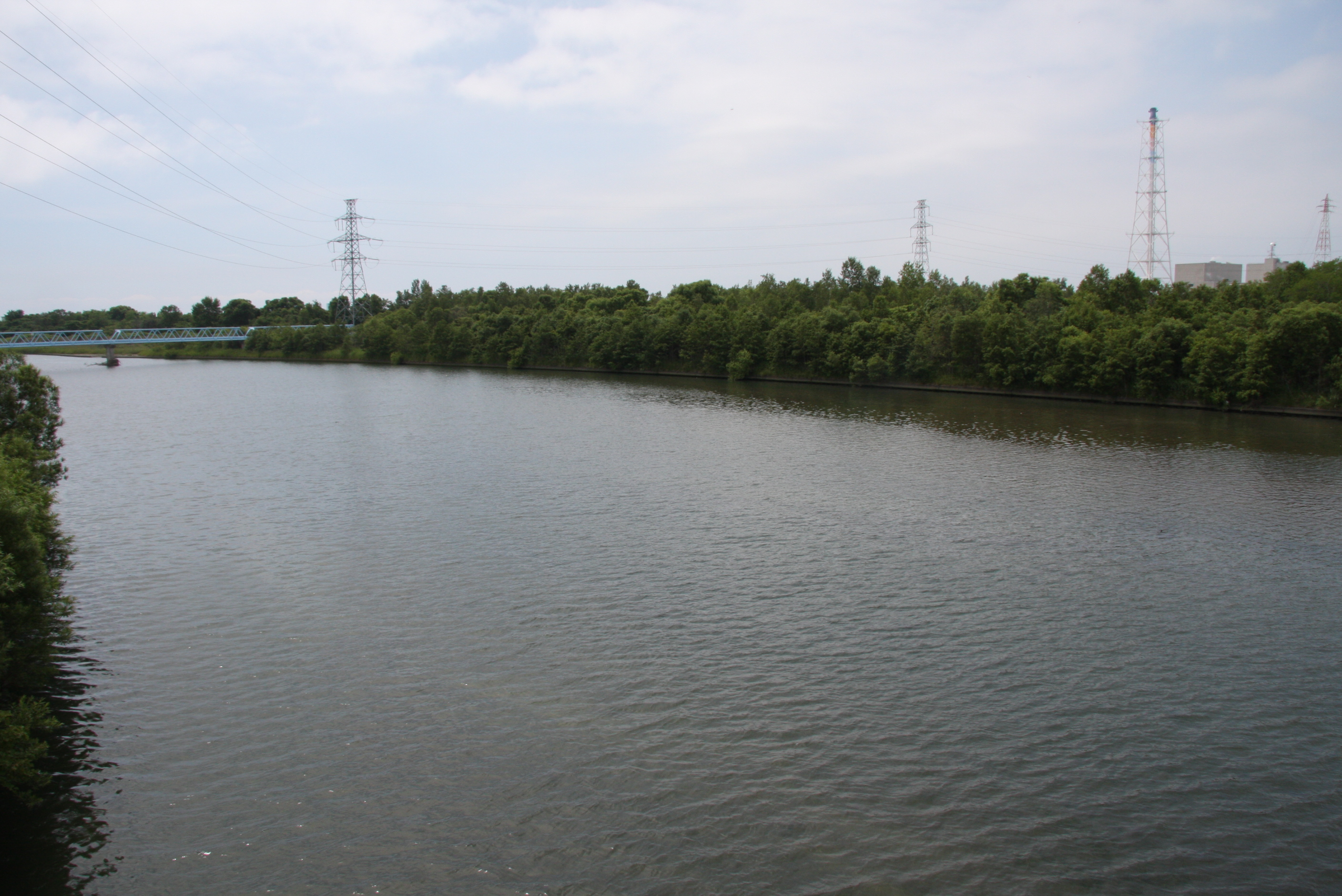
新長流川橋から見た長流川（2012年7月）

### 気候
道内では比較的温暖な気候となっている。ケッペンの気候区分では西岸海洋性気候に属する。積雪も少なく「北の湘南」と呼ばれているが、内陸部の大滝区は「特別豪雪地帯」であり、1月の平均気温が-7.2℃と地域差が大きくなっている。
| 伊達（2008年 - 2020年）の気候      | 伊達（2008年 - 2020年）の気候 | 伊達（2008年 - 2020年）の気候 | 伊達（2008年 - 2020年）の気候 | 伊達（2008年 - 2020年）の気候 | 伊達（2008年 - 2020年）の気候 | 伊達（2008年 - 2020年）の気候 | 伊達（2008年 - 2020年）の気候 | 伊達（2008年 - 2020年）の気候 | 伊達（2008年 - 2020年）の気候 | 伊達（2008年 - 2020年）の気候 | 伊達（2008年 - 2020年）の気候 | 伊達（2008年 - 2020年）の気候 | 伊達（2008年 - 2020年）の気候 |
| 月                                 | 1月                           | 2月                           | 3月                           | 4月                           | 5月                           | 6月                           | 7月                           | 8月                           | 9月                           | 10月                          | 11月                          | 12月                          | 年                            |
| ---------------------------------- | ----------------------------- | ----------------------------- | ----------------------------- | ----------------------------- | ----------------------------- | ----------------------------- | ----------------------------- | ----------------------------- | ----------------------------- | ----------------------------- | ----------------------------- | ----------------------------- | ----------------------------- |
| 最高気温記録 °C （°F）             | 9.9 (49.8)                    | 15.0 (59)                     | 15.9 (60.6)                   | 21.9 (71.4)                   | 29.4 (84.9)                   | 28.9 (84)                     | 31.1 (88)                     | 33.5 (92.3)                   | 32.6 (90.7)                   | 25.6 (78.1)                   | 21.1 (70)                     | 14.6 (58.3)                   | 33.5 (92.3)                   |
| 平均最高気温 °C （°F）             | 0.1 (32.2)                    | 0.9 (33.6)                    | 5.3 (41.5)                    | 10.8 (51.4)                   | 16.2 (61.2)                   | 19.8 (67.6)                   | 23.8 (74.8)                   | 25.4 (77.7)                   | 22.8 (73)                     | 16.4 (61.5)                   | 9.2 (48.6)                    | 2.7 (36.9)                    | 12.8 (55)                     |
| 日平均気温 °C （°F）               | −2.9 (26.8)                   | −2.6 (27.3)                   | 1.4 (34.5)                    | 6.2 (43.2)                    | 11.6 (52.9)                   | 15.9 (60.6)                   | 20.3 (68.5)                   | 21.7 (71.1)                   | 18.5 (65.3)                   | 11.9 (53.4)                   | 5.4 (41.7)                    | −0.3 (31.5)                   | 8.9 (48)                      |
| 平均最低気温 °C （°F）             | −6.8 (19.8)                   | −6.8 (19.8)                   | −2.8 (27)                     | 1.2 (34.2)                    | 7.1 (44.8)                    | 12.4 (54.3)                   | 17.3 (63.1)                   | 18.4 (65.1)                   | 14.1 (57.4)                   | 7.1 (44.8)                    | 1.3 (34.3)                    | −3.9 (25)                     | 4.9 (40.8)                    |
| 最低気温記録 °C （°F）             | −16.7 (1.9)                   | −15.6 (3.9)                   | −11.5 (11.3)                  | −5.1 (22.8)                   | 0.4 (32.7)                    | 4.7 (40.5)                    | 9.9 (49.8)                    | 9.6 (49.3)                    | 4.3 (39.7)                    | −2.3 (27.9)                   | −8.0 (17.6)                   | −14.2 (6.4)                   | −16.7 (1.9)                   |
| 降水量 mm （inch）                 | 19.2 (0.756)                  | 17.7 (0.697)                  | 36.6 (1.441)                  | 60.1 (2.366)                  | 63.1 (2.484)                  | 66.2 (2.606)                  | 97.7 (3.846)                  | 118.6 (4.669)                 | 97.6 (3.843)                  | 77.6 (3.055)                  | 70.2 (2.764)                  | 44.7 (1.76)                   | 769.3 (30.287)                |
| 平均降水日数 （≥1.0 mm）           | 6.0                           | 5.4                           | 7.1                           | 8.3                           | 7.6                           | 7.4                           | 8.5                           | 9.4                           | 9.1                           | 10.6                          | 10.2                          | 8.7                           | 98.2                          |
| 平均月間日照時間                   | 104.1                         | 124.2                         | 175.4                         | 194.7                         | 203.1                         | 164.0                         | 145.5                         | 160.6                         | 180.3                         | 158.4                         | 104.9                         | 84.8                          | 1,799.9                       |
| 出典1：Japan Meteorological Agency |                               |                               |                               |                               |                               |                               |                               |                               |                               |                               |                               |                               |                               |
| 出典2：気象庁                      |                               |                               |                               |                               |                               |                               |                               |                               |                               |                               |                               |                               |                               |

| 大滝（1991年 - 2020年）の気候      | 大滝（1991年 - 2020年）の気候 | 大滝（1991年 - 2020年）の気候 | 大滝（1991年 - 2020年）の気候 | 大滝（1991年 - 2020年）の気候 | 大滝（1991年 - 2020年）の気候 | 大滝（1991年 - 2020年）の気候 | 大滝（1991年 - 2020年）の気候 | 大滝（1991年 - 2020年）の気候 | 大滝（1991年 - 2020年）の気候 | 大滝（1991年 - 2020年）の気候 | 大滝（1991年 - 2020年）の気候 | 大滝（1991年 - 2020年）の気候 | 大滝（1991年 - 2020年）の気候 |
| 月                                 | 1月                           | 2月                           | 3月                           | 4月                           | 5月                           | 6月                           | 7月                           | 8月                           | 9月                           | 10月                          | 11月                          | 12月                          | 年                            |
| ---------------------------------- | ----------------------------- | ----------------------------- | ----------------------------- | ----------------------------- | ----------------------------- | ----------------------------- | ----------------------------- | ----------------------------- | ----------------------------- | ----------------------------- | ----------------------------- | ----------------------------- | ----------------------------- |
| 最高気温記録 °C （°F）             | 6.4 (43.5)                    | 12.4 (54.3)                   | 17.8 (64)                     | 25.1 (77.2)                   | 29.9 (85.8)                   | 32.5 (90.5)                   | 32.4 (90.3)                   | 33.1 (91.6)                   | 30.3 (86.5)                   | 26.1 (79)                     | 18.9 (66)                     | 10.9 (51.6)                   | 33.1 (91.6)                   |
| 平均最高気温 °C （°F）             | −3.1 (26.4)                   | −2.1 (28.2)                   | 2.0 (35.6)                    | 8.8 (47.8)                    | 16.1 (61)                     | 20.2 (68.4)                   | 23.4 (74.1)                   | 24.2 (75.6)                   | 20.4 (68.7)                   | 13.7 (56.7)                   | 5.8 (42.4)                    | −1.1 (30)                     | 10.7 (51.3)                   |
| 日平均気温 °C （°F）               | −7.2 (19)                     | −6.6 (20.1)                   | −2.7 (27.1)                   | 3.3 (37.9)                    | 9.6 (49.3)                    | 14.3 (57.7)                   | 18.2 (64.8)                   | 19.1 (66.4)                   | 14.6 (58.3)                   | 7.8 (46)                      | 1.3 (34.3)                    | −4.8 (23.4)                   | 5.6 (42.1)                    |
| 平均最低気温 °C （°F）             | −12.2 (10)                    | −12.3 (9.9)                   | −8.1 (17.4)                   | −1.9 (28.6)                   | 3.5 (38.3)                    | 9.0 (48.2)                    | 14.0 (57.2)                   | 14.7 (58.5)                   | 9.3 (48.7)                    | 2.3 (36.1)                    | −3.1 (26.4)                   | −9.2 (15.4)                   | 0.5 (32.9)                    |
| 最低気温記録 °C （°F）             | −24.9 (−12.8)                 | −24.7 (−12.5)                 | −21.4 (−6.5)                  | −16.3 (2.7)                   | −4.0 (24.8)                   | −1.4 (29.5)                   | 2.4 (36.3)                    | 4.8 (40.6)                    | −0.6 (30.9)                   | −5.9 (21.4)                   | −15.7 (3.7)                   | −22.0 (−7.6)                  | −24.9 (−12.8)                 |
| 降水量 mm （inch）                 | 100.6 (3.961)                 | 84.9 (3.343)                  | 96.1 (3.783)                  | 100.7 (3.965)                 | 123.9 (4.878)                 | 81.3 (3.201)                  | 137.4 (5.409)                 | 187.0 (7.362)                 | 178.6 (7.031)                 | 152.8 (6.016)                 | 147.0 (5.787)                 | 122.0 (4.803)                 | 1,513.7 (59.594)              |
| 降雪量 cm （inch）                 | 188 (74)                      | 160 (63)                      | 147 (57.9)                    | 56 (22)                       | 1 (0.4)                       | 0 (0)                         | 0 (0)                         | 0 (0)                         | 0 (0)                         | 4 (1.6)                       | 70 (27.6)                     | 188 (74)                      | 813 (320.1)                   |
| 平均降水日数 （≥1.0 mm）           | 19.6                          | 17.7                          | 17.3                          | 13.3                          | 12.4                          | 10.6                          | 11.4                          | 11.9                          | 12.8                          | 14.9                          | 17.5                          | 20.8                          | 179.7                         |
| 平均月間日照時間                   | 44.1                          | 59.4                          | 100.6                         | 160.2                         | 190.7                         | 168.0                         | 137.1                         | 139.6                         | 142.4                         | 126.1                         | 72.3                          | 39.8                          | 1,378.2                       |
| 出典1：Japan Meteorological Agency |                               |                               |                               |                               |                               |                               |                               |                               |                               |                               |                               |                               |                               |
| 出典2：気象庁                      |                               |                               |                               |                               |                               |                               |                               |                               |                               |                               |                               |                               |                               |

### 人口
| |                                        |  |
| 伊達市と全国の年齢別人口分布（2005年） | 伊達市の年齢・男女別人口分布（2005年） |  |
| ■紫色 ― 伊達市 ■緑色 ― 日本全国 | ■青色 ― 男性 ■赤色 ― 女性              |  |
| 伊達市（に相当する地域）の人口の推移 \| 1970年（昭和45年） \| 31,639人 \| \| \| 1975年（昭和50年） \| 34,987人 \| \| \| 1980年（昭和55年） \| 36,309人 \| \| \| 1985年（昭和60年） \| 36,922人 \| \| \| 1990年（平成2年） \| 36,652人 \| \| \| 1995年（平成7年） \| 36,647人 \| \| \| 2000年（平成12年） \| 37,139人 \| \| \| 2005年（平成17年） \| 37,066人 \| \| \| 2010年（平成22年） \| 36,283人 \| \| \| 2015年（平成27年） \| 34,995人 \| \| \| 2020年（令和2年） \| 32,826人 \| \| |                                        |  |
| 総務省統計局 国勢調査より |                                        |  |
| 1970年（昭和45年） | 31,639人                               |  |
| 1975年（昭和50年） | 34,987人                               |  |
| 1980年（昭和55年） | 36,309人                               |  |
| 1985年（昭和60年） | 36,922人                               |  |
| 1990年（平成2年） | 36,652人                               |  |
| 1995年（平成7年） | 36,647人                               |  |
| 2000年（平成12年） | 37,139人                               |  |
| 2005年（平成17年） | 37,066人                               |  |
| 2010年（平成22年） | 36,283人                               |  |
| 2015年（平成27年） | 34,995人                               |  |
| 2020年（令和2年） | 32,826人                               |  |

#### 消滅集落
2015年国勢調査によれば、以下の集落は調査時点で人口0人の消滅集落となっている。
- 伊達市 - 清原町、清陵町、大平町

### 隣接する自治体･行政区
胆振総合振興局
- 室蘭市
- 登別市
- 白老郡白老町
- 虻田郡洞爺湖町
- 有珠郡壮瞥町

後志総合振興局
- 虻田郡喜茂別町
- 虻田郡留寿都村

石狩振興局
- 札幌市南区
- 千歳市

## 歴史
「伊達市の沿革」「だてのあゆみ」参照

### 沿革
- 0658年（斉明天皇4年）：阿倍比羅夫が活動したという伝承がある。
- 0826年（天長03年）：比叡山延暦寺の僧であった円仁（慈覚大師）が堂宇を建て、自ら彫った本尊阿弥陀如来を安置し、これが有珠善光寺創建となる。
- 1457年（康正03年、長禄元年）：「コシャマインの戦い」起こる。
- 1663年（寛文03年）：有珠山噴火。
- 1666年（寛文06年）：美濃国の僧円空が有珠へ来訪。
- 1869年（明治02年）：伊達邦成が明治政府より有珠郡支配を命ぜられる。開拓役所と支配所を設置。
- 1871年（明治04年）：郡区編成により有珠郡が有珠、長流（おさる）、紋鼈（もんべつ）、稀府（まれっぷ）、黄金蘂（おこんしべ）の5村となる。
- 1872年（明治05年）：紋鼈に開拓使有珠出張所設置。
- 1879年（明治12年）：郡区改正によって室蘭郡所管となり、紋鼈に戸長役場設置。
- 1880年（明治13年）：内務省紋鼈製糖所設立。
- 1882年（明治15年）：紋鼈村を大字東紋鼈、西紋鼈に分村。開拓使廃止。三県一局時代となり札幌県に属する。
- 1883年（明治16年）：製藍会社設置。
- 1884年（明治17年）：官選戸長制となり、6か村を一括統治。
- 1886年（明治19年）：3県廃止となり、北海道庁所管となる。
- 1887年（明治20年）：紋鼈製糖会社設立（官立製糖所民営移管）。
- 1897年（明治30年）：郡役所廃止となり、室蘭支庁所管となる。
- 1900年（明治33年）：一級町村制施行により、東紋鼈村、西紋鼈村、長流村、有珠村、稀府村、黄金蘂村を併せて伊達村となる。長流村、西紋鼈村の一部を分割し、壮瞥村と合併する。
- 1903年（明治36年）：有珠村の一部を分割し、壮瞥村と合併。
- 1922年（大正11年）：伊達女子職業学校認可設立。
- 1925年（大正14年）：町制施行し、伊達町となる。伊達紋別駅開設。
- 1928年（昭和03年）：国鉄長輪線（現在の室蘭本線）全線開通。
- 1940年（昭和15年）：伊達赤十字病院設立。
- 1941年（昭和16年）：胆振縦貫鉄道（後の胆振線）開通。
- 1954年（昭和29年）：昭和天皇、香淳皇后の行幸啓。伊達小学校に伊達町奉迎場を設けて迎える[15][16]。
- 1958年（昭和33年）：北海道砂鉄鋼業伊達工場操業。伊達町開拓記念館開館（2017年閉館）。
- 1959年（昭和34年）：台湾製糖（台糖）道南製糖所操業。
- 1964年（昭和39年）：伊達町を含む道央地域が新産業都市指定（2001年3月制度廃止）。
- 1968年（昭和43年）：道立太陽の園開設（2006年民営化）。開基100周年を記念し、町民歌『若いふるさと』と町民音頭『伊達町音頭』を『伊達町民の歌』に制定。
- 1971年（昭和46年）：旧三戸部家住宅が国の重要文化財指定。
- 1972年（昭和47年）：市制施行し、伊達市となる。
- 1973年（昭和48年）：「伊達武者まつり」初開催。
- 1974年（昭和49年）：善光寺跡が国の史跡指定。体力づくり運動で伊達市が内閣総理大臣賞受賞。
- 1976年（昭和51年）：館山公園完成。
- 1977年（昭和52年）：有珠山噴火。災害救助法適用。
- 1978年（昭和53年）：有珠山噴火により特定激甚災害指定。北海道電力伊達発電所1号機（出力35万キロワット）運転開始。
- 1979年（昭和54年）：有珠山噴火により避難施設緊急整備地域に指定。
- 1980年（昭和55年）：伊達漁港完成。
- 1981年（昭和56年）：宮城県亘理町と「ふるさと姉妹都市」締結。台風15号により32億1,768万円の被害。災害救助法適用。
- 1982年（昭和57年）：福島県新地町と「ふるさと姉妹都市」締結。
- 1983年（昭和58年）：北海道伊達緑丘高等学校開校。
- 1986年（昭和61年）：国鉄胆振線廃止。
- 1987年（昭和62年）：北黄金貝塚が国の「史跡」指定。
- 1988年（昭和63年）：宮城県山元町と「ふるさと姉妹都市」締結。宮城県柴田町と「歴史友好都市」締結。
- 1989年（平成元年）：厚生省（当時）から「ふるさと21健康長寿のまちづくり」指定。ごみ処理手数料有料化開始。
- 1992年（平成04年）：道央自動車道（道央道）室蘭IC—伊達IC間開通。
- 1993年（平成05年）：北海道道233号伊達洞爺線が国道453号に昇格。北海道内初の「ナイター議会」開会。
- 1994年（平成06年）：道央道伊達IC—虻田洞爺湖IC間開通。だて歴史の杜カルチャーセンター落成。
- 1996年（平成08年）：北海道道981号上長和萩原線（西関内〜上長和間）開通。
- 1998年（平成10年）：伊達街道（網代町商店街近代化事業）完成。
- 1999年（平成11年）：大滝村が大阪府枚方市と市民交流都市宣言（経済交流の開始）。
- 2000年（平成12年）：有珠山噴火。災害救助法適用。だて歴史の杜が道の駅指定。
- 2001年（平成13年）：北黄金貝塚公園開園。
- 2002年（平成14年）：西胆振地域廃棄物広域処理施設（メルトタワー21）稼動（所在地は室蘭市）。
- 2005年（平成17年）：宮尾登美子文学記念館開館（2018年閉館し、2019年に宮尾登美子記念アートホールとしてリニューアル）。伊達市噴火湾文化研究所開設。
- 2006年（平成18年）：西胆振消防組合（現在の西胆振行政事務組合）加入。有珠郡大滝村を編入合併し、地域自治区設置（大滝村→大滝区）。伊達市として改めて大阪府枚方市との市民交流都市宣言。
- 2008年（平成20年）：第34回主要国首脳会議（北海道洞爺湖サミット）開催。カナダのスティーヴン・ハーパー首相（当時）がカナダ・日本「子ども環境サミット」出席のため伊達市訪問。
- 2010年（平成22年）：中国福建省漳州市と友好都市締結。
- 2012年（平成24年）：資源エネルギー庁による次世代エネルギーパーク認定[17][18]。伊達市観光物産館、伊達市総合体育館オープン[19]。
- 2014年（平成26年）：伊達市観光物産館増床オープン[20]、温水プール・トレーニング室オープン[21]。
- 2015年（平成27年）：コミュニティ放送「wi-radio」開局[22]。
- 2018年（平成30年）：伊達紋別駅のホーム連絡通路を兼ねた自由通路開通[23]。
- 2019年（平成31年）：だて歴史文化ミュージアム開館。

## 政治

### 行政

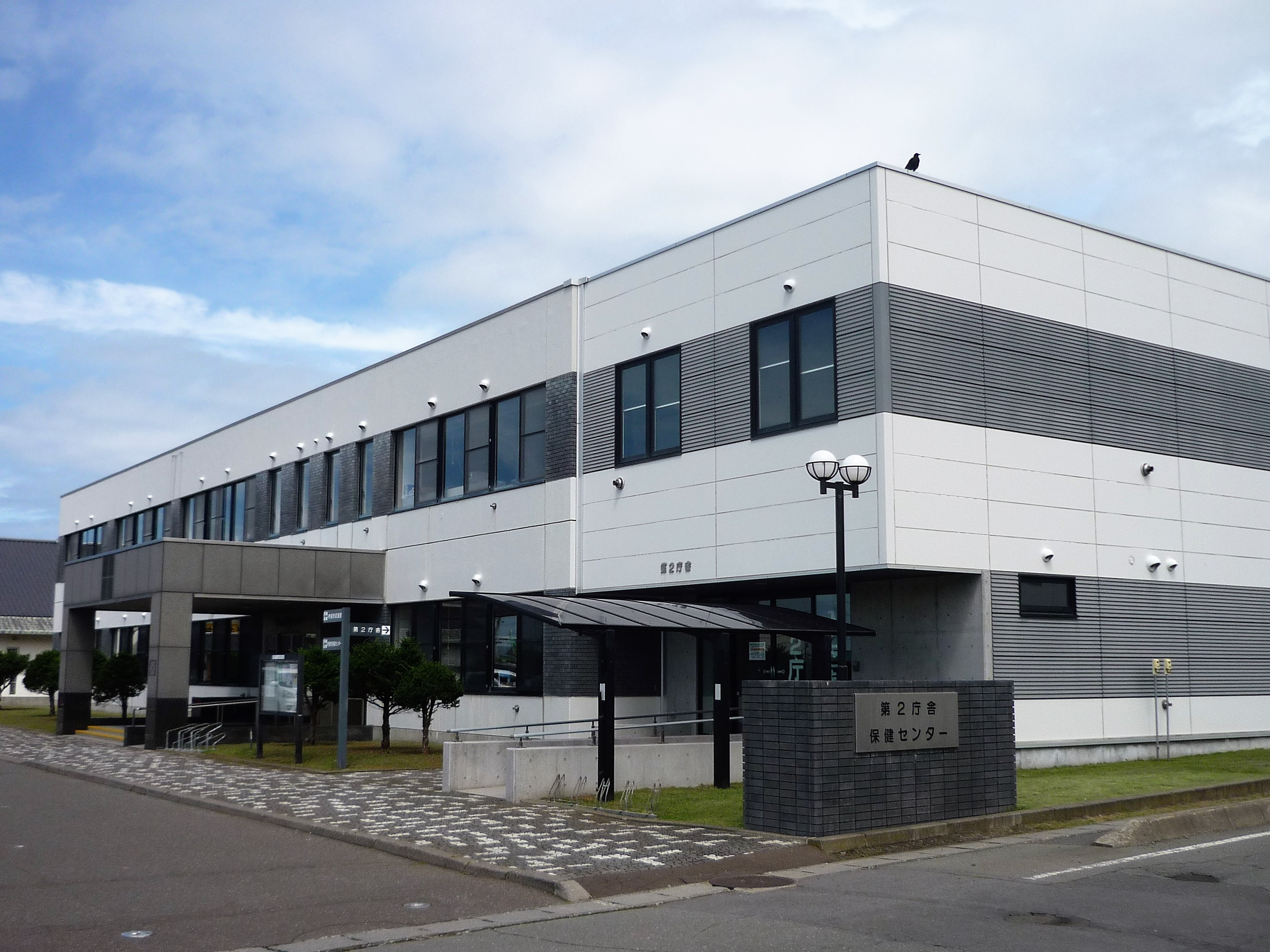
伊達市役所第2庁舎・伊達市保健センター（2018年8月）

#### 歴代首長
| 代               | 氏名             | 就任                       | 退任                       | 備考             |
| 伊達村長（官選） | 伊達村長（官選） | 伊達村長（官選）           | 伊達村長（官選）           | 伊達村長（官選） |
| ---------------- | ---------------- | -------------------------- | -------------------------- | ---------------- |
| 1                | 山田致人         | 1900年（明治33年）10月18日 | 1901年（明治34年）9月      |                  |
| 2                | 星源左衛門       | 1901年（明治34年）9月6日   | 1902年（明治35年）3月22日  |                  |
| 3                | 安住元思郎       | 1902年（明治35年）4月16日  | 1904年（明治37年）2月21日  |                  |
| 4                | 手代木茂篤       | 1904年（明治37年）5月16日  | 1908年（明治41年）5月11日  |                  |
| 5                | 遊佐高開         | 1908年（明治41年）6月19日  | 1920年（大正9年）10月9日   |                  |
| 6                | 川口敏澄         | 1921年（大正10年）2月19日  | 1922年（大正11年）12月14日 |                  |
| 7                | 斎藤直衛         | 1923年（大正12年）1月25日  | 1925年（大正14年）7月31日  |                  |
| 伊達町長（官選） |                  |                            |                            |                  |
| 1                | 斎藤直衛         | 1925年（大正14年）8月1日   | 1930年（昭和5年）7月24日   |                  |
| 2                | 黒田晏           | 1930年（昭和5年）12月10日  | 1934年（昭和9年）12月9日   |                  |
| 3                | 岡田三治         | 1935年（昭和10年）1月15日  | 1942年（昭和17年）12月26日 |                  |
| 4                | 伊達廉夫         | 1943年（昭和18年）2月19日  | 1946年（昭和21年）5月27日  |                  |
| 伊達町長（公選） |                  |                            |                            |                  |
| 5                | 岡蕃             | 1946年（昭和21年）7月4日   | 1963年（昭和38年）4月30日  |                  |
| 6                | 斎藤一也         | 1963年（昭和38年）5月1日   | 1972年（昭和47年）3月31日  |                  |
| 伊達市長（公選） |                  |                            |                            |                  |
| 1                | 斎藤一也         | 1972年（昭和47年）4月1日   | 1975年（昭和50年）4月30日  |                  |
| 2                | 横山勉           | 1975年（昭和50年）5月1日   | 1983年（昭和58年）4月30日  |                  |
| 3                | 増岡正三         | 1983年（昭和58年）5月1日   | 1987年（昭和62年）4月30日  |                  |
| 4                | 阿部政康         | 1987年（昭和62年）5月1日   | 1999年（平成11年）4月30日  |                  |
| 5                | 菊谷秀吉         | 1999年（平成11年）5月1日   | 2023年（令和5年）4月30日   |                  |
| 6                | 堀井敬太         | 2023年（令和5年）5月1日    | 現職                       |                  |

#### 役所
- 伊達市役所
  - 大滝総合支所

#### 環境･福祉
環境・福祉の取組み
住民による環境権訴訟としては日本国内初の伊達火力発電所建設差止請求訴訟（伊達環境権訴訟）や日本国内の市としては初のゴミ収集有料化を実施したことなどから、環境への取り組みに積極的かつ優れている市として知られている。伊達市環境基本条例に基づく伊達市環境市民会議では、公募者を全員採用した（市民参加型の地方行政モデル）。また、高齢者や障害者を積極的に受け入れて新しい福祉の考え方を模索・実践している。2005年（平成17年）、小泉内閣の推進する構造改革の一環である民間都市再生事業計画認定制度の都市再生モデルとして高齢者安心生活まちづくり（ウェルシーランド構想）が紹介された。2007年（平成19年に「地域づくり総務大臣表彰」受賞。
環境への取り組み事例
- 1972年（昭和47年）：伊達火力発電所建設差止請求訴訟、提訴。北海道電力と公害防止協定締結。
- 1975年（昭和50年）：「悪臭防止地域」指定。
- 1976年（昭和51年）：志村化工と公害防止協定締結（1982年（昭和57年）操業停止）。
- 1980年（昭和55年）：伊達火力発電所建設差止請求訴訟、原告側敗訴。
- 1989年（平成元年）：ゴミの有料化開始。
- 1999年（平成11年）：伊達市環境基本条例施行。
- 2004年（平成16年）：伊達市環境美化条例施行。
- 2007年（平成19年）：伊達市木質ペレット製造施設完成。
- 2012年（平成24年）：資源エネルギー庁による次世代エネルギーパーク認定[17][18]。

伊達ウェルシーランド構想の主な事業
- 伊達版安心ハウス
- 伊達版優良田園住宅（田園せきない）
- 伊達版ライフモビリティサービス（愛のりタクシー）
- 心の伊達市民
- 地域の情報発信（地域情報センター）
- 住宅の流通促進
- 移住・定住促進事業

#### 市民憲章・市歌・市民音頭
市民憲章
市歌・市民音頭
- 1968年（昭和43年）10月に開基100周年を記念し「伊達町民の歌」として町民歌と町民音頭を制定した。町民音頭は市制施行後に代替わりしているが、町民歌は旧町の法人格とともに市へ引き継がれ存続している。
- 『若いふるさと』（作詞：太田武彦 作曲：山本丈晴 編曲：伊藤裕春）[28]
  - 町民歌。北海道の道民歌（行進曲）『光あふれて』と同じ作詞者が手掛けている。
- 『伊達町音頭』（作詞：足立花矢 作曲：山本丈晴 編曲：伊藤裕春）[28]
  - 旧町民音頭。町民歌と同時に制定されたが、市制施行後は『伊達音頭』に代替わりしている[29]。
- 『伊達音頭』（作詞：前川恒慶 作曲：市川昭介）
  - 1972年（昭和47年）の市制施行を記念して制定。旧『伊達町音頭』と同じく都はるみが創唱者で日本コロムビアからレコードが発売されたが[29]、現在は2008年（平成20年）にキングレコードから発売された藤山進と稲庭淳のカバー版が演奏されている。

### 議会

#### 市議会
「伊達市議会」参照
議員定数
- 18人

委員会
- 常任委員会
  - 総務文教常任委員会
  - 産業民生常任委員会
  - 予算決算常任委員会
- 議会運営委員会
- 特別委員会
- 広報編集委員会

## 国家機関

### 農林水産省
林野庁
- 北海道森林管理局後志森林管理署[31]
  - 伊達森林事務所
  - 大滝森林事務所

### 厚生労働省
- 北海道労働局室蘭公共職業安定所伊達分室（ハローワーク伊達（分））

#### 裁判所
- 伊達簡易裁判所

### 道の機関
- 胆振総合振興局胆振農業改良普及センター

### 独立行政法人・特殊法人等
独立行政法人
- 石油天然ガス・金属鉱物資源機構北海道鉱害防止支援・地熱開発事務所[32]

公益社団法人
- 北海道栽培漁業振興公社伊達事業所[33]

## 施設

### 警察
- 北海道札幌方面伊達警察署
  - 駅前交番、梅本交番、長和駐在所、黄金駐在所、有珠駐在所、大滝駐在所

### 消防
本部
- 西胆振行政事務組合消防本部

消防署
- 伊達消防署
  - 大滝出張所、有珠分遣所、黄金分遣所

### 医療
主な病院
- 伊達赤十字病院
- 聖ヶ丘病院
- ミネルバ病院

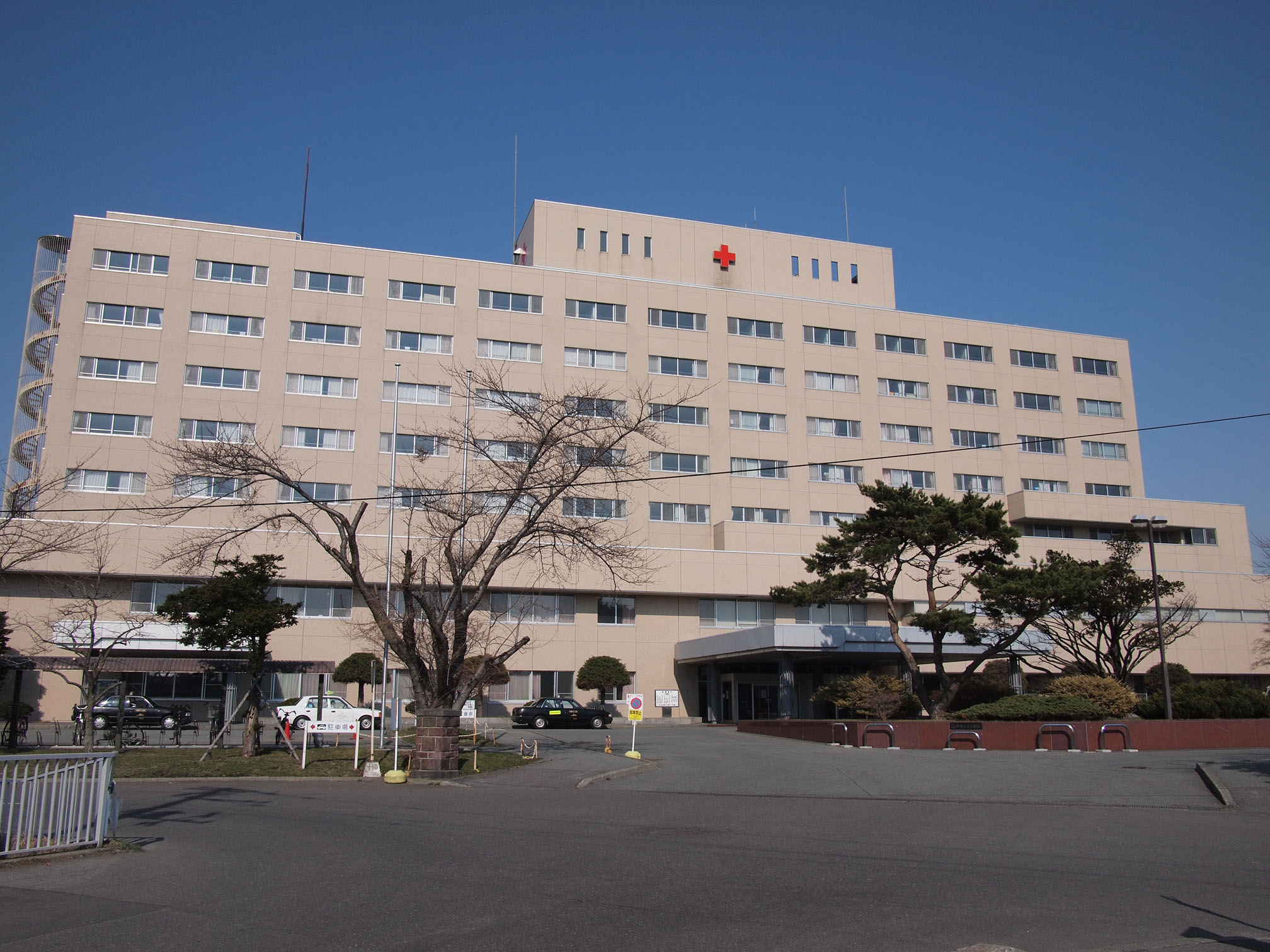
伊達赤十字病院（2012年4月）

### 福祉施設
- 障がい者支援施設 福祉型障がい児入所施設 太陽の園[34]
- 地域生活支援施設 だて地域生活支援センター[35]
- 胆振圏域障がい者総合相談支援センター るぴなす[36]
- 伊達市障がい者総合相談支援センター あい[37]

### 郵便局
主な郵便局
- 伊達郵便局（集配局）：中心部・長和・稀府・黄金地区
  - 伊達長和郵便局、伊達駅前郵便局、伊達末永郵便局、黄金郵便局、稀府郵便局
- 有珠郵便局（集配局）：有珠地区
- 大滝郵便局（集配局）：大滝地区（愛地町・清原町地区は喜茂別郵便局（喜茂別町）が集配エリア）

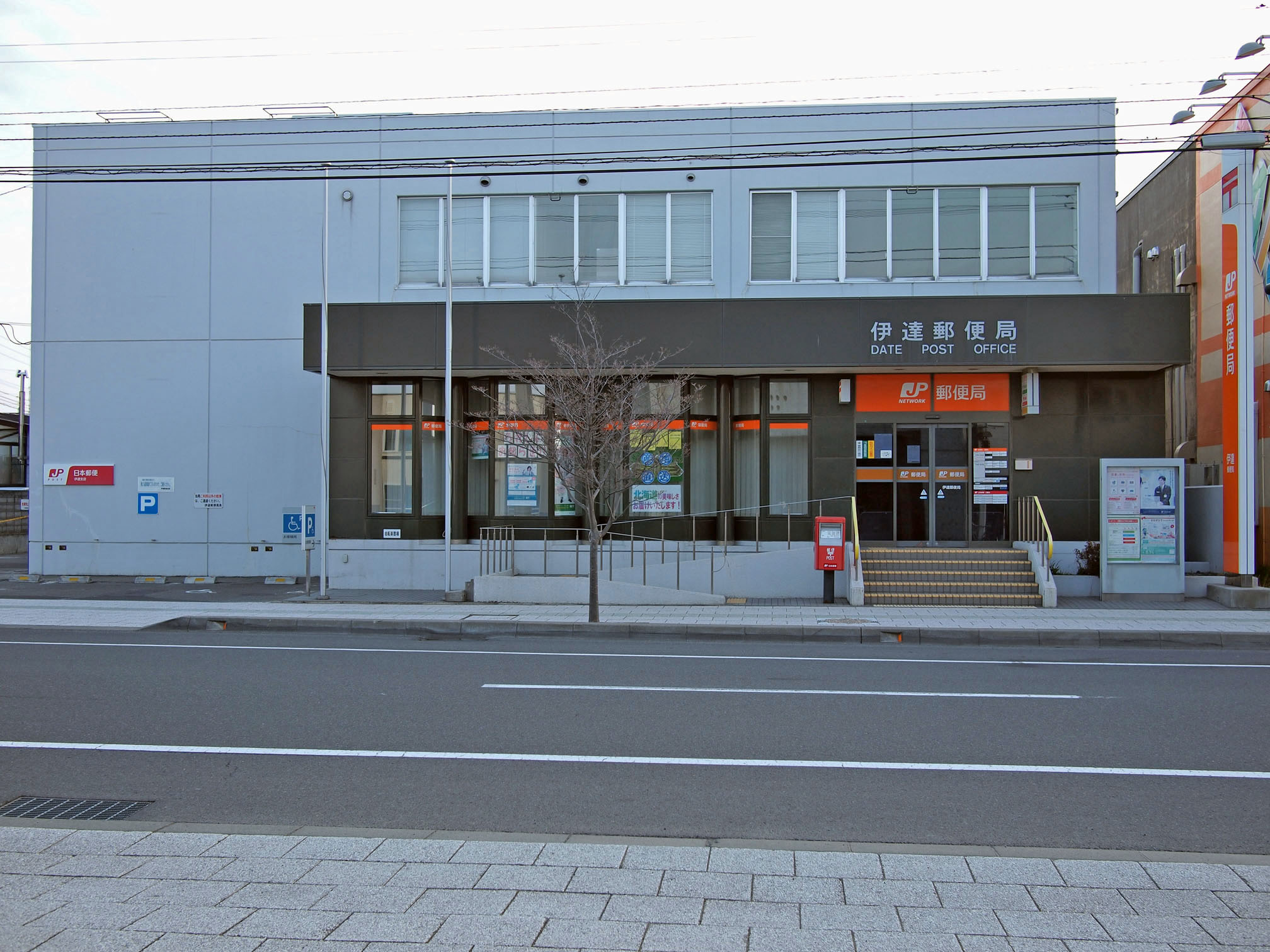
伊達郵便局（2010年5月）
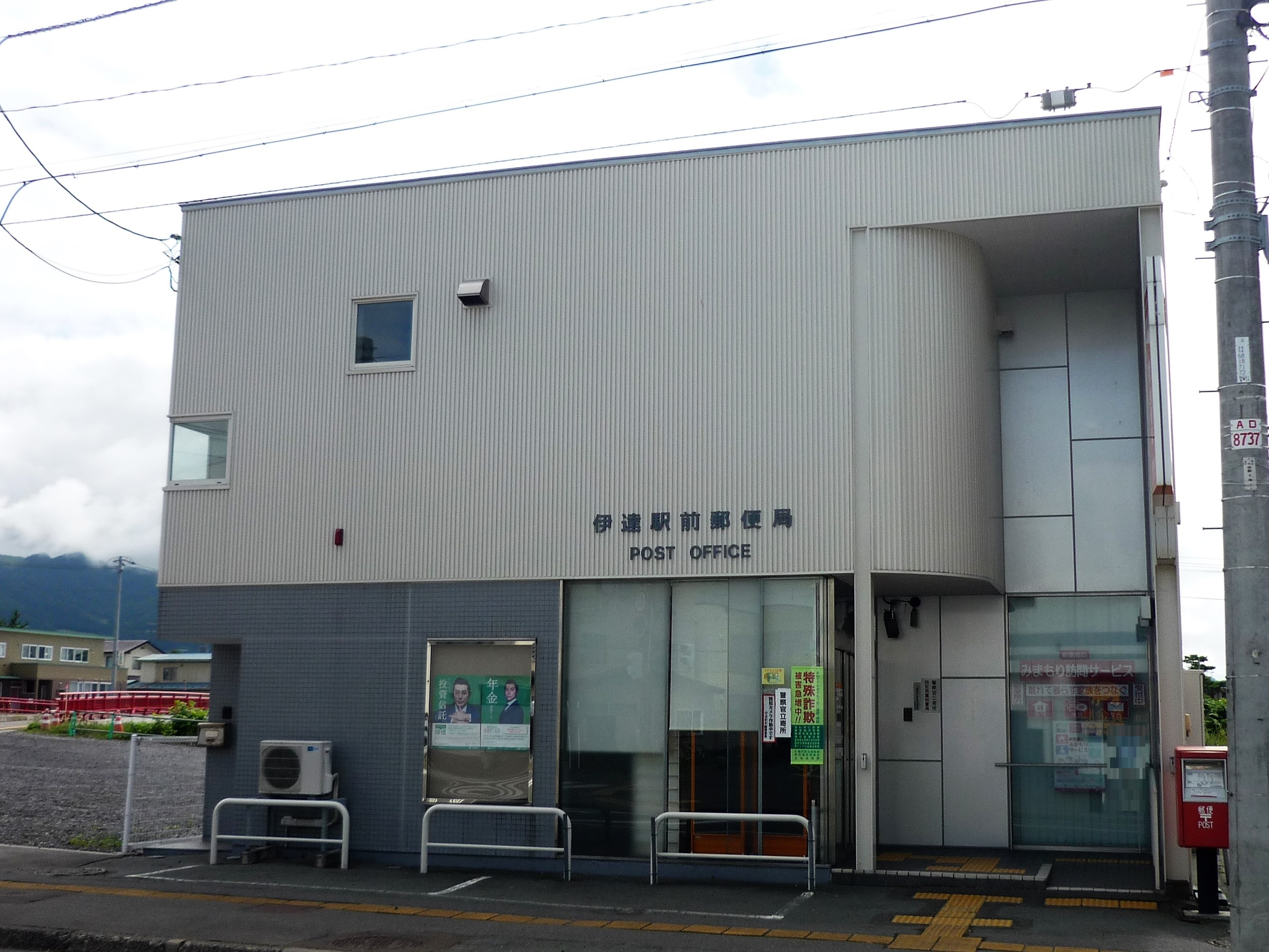
伊達駅前郵便局（2018年8月）

### 公共施設
- だて歴史の杜カルチャーセンター
- だて歴史文化ミュージアム
  - 体験学習館
  - 宮尾登美子記念アートホール
- 伊達市立図書館
- だて歴史の杜食育センター
- 伊達市アートビレッジ文化館
- 伊達市噴火湾文化研究所[38]
- 伊達市保健センター
- 伊達市市民活動センター
- 伊達市社会福祉協議会
- 伊達市養護老人ホーム 潮香園
- 伊達市地域包括支援センター
- 伊達終末処理場
- 伊達市火葬場
- 伊達市大滝火葬場
- 伊達市木質ペレット製造施設
- 伊達市堆肥センター
- 大滝有機物再資源化センター

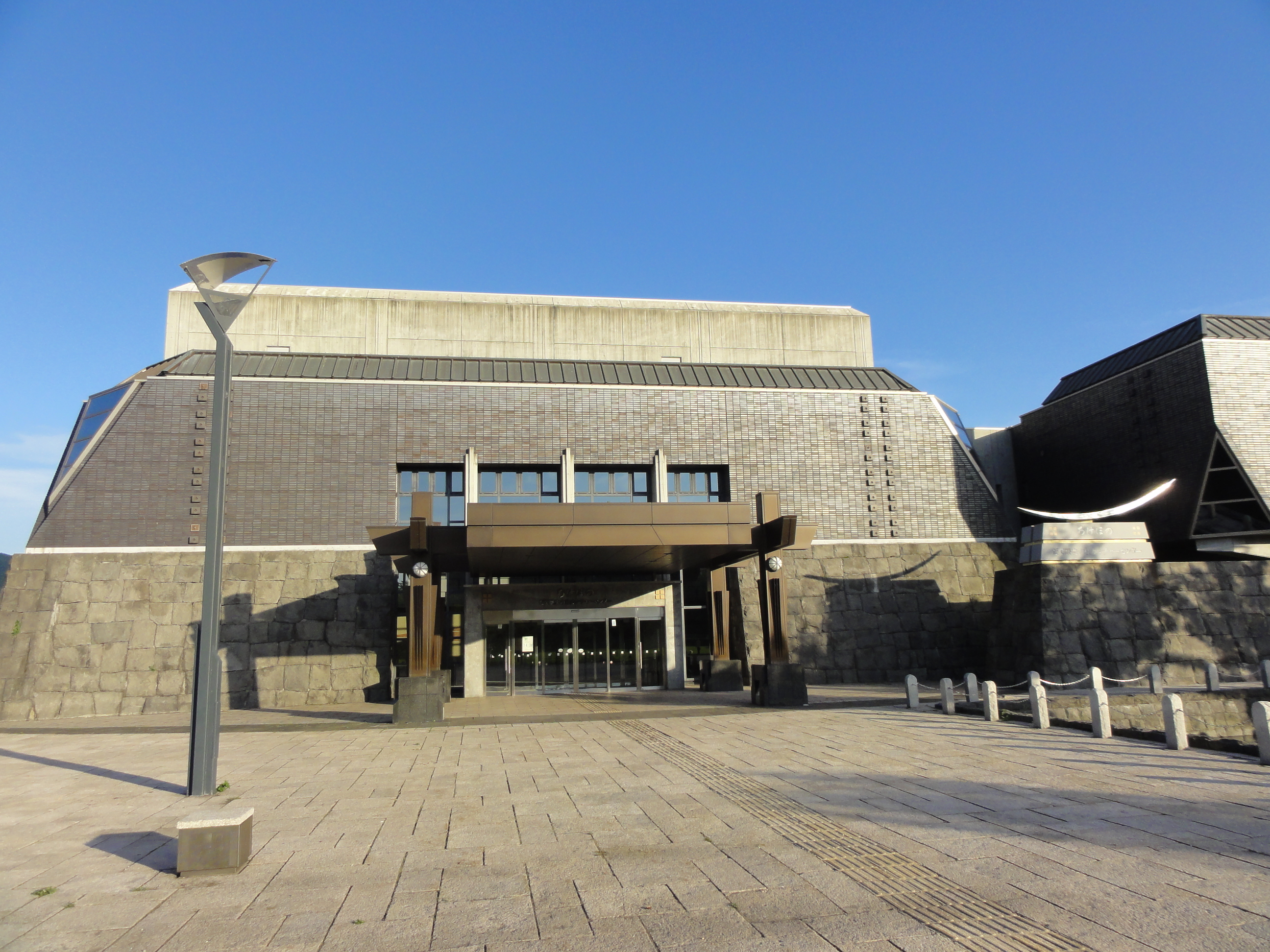
だて歴史の杜カルチャーセンター（2012年9月）

### 運動施設
- 伊達市総合体育館
- 温水プール・トレーニング室
- 伊達市武道館
- 館山野球場
- 関内パークゴルフ場
- まなびの里パークゴルフ場
- まなびの里サッカー場
- 伊達市B&G海洋センター
- 大滝総合運動公園

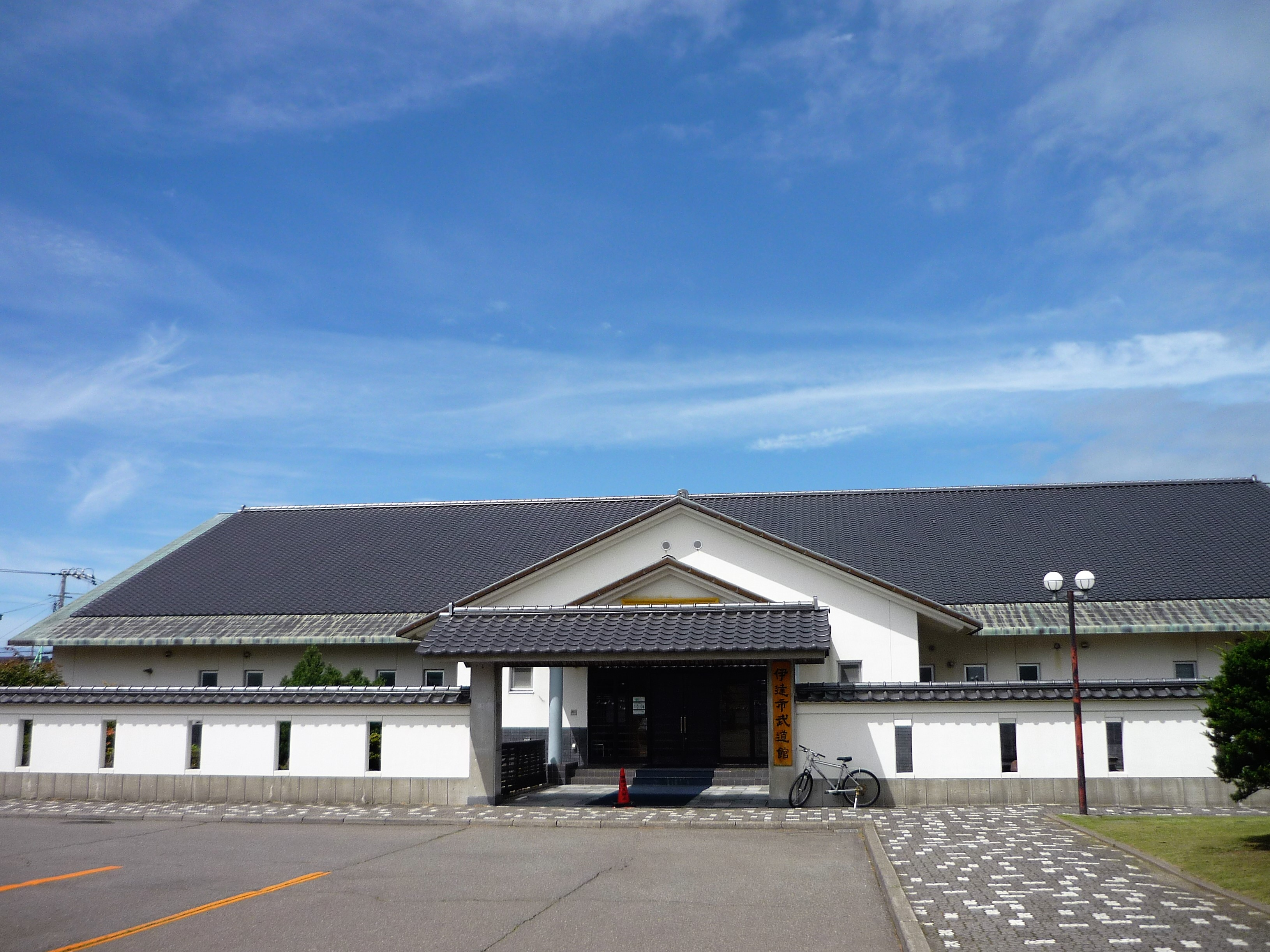
伊達市武道館（2018年8月）

## 対外関係

### 姉妹都市･提携都市

#### 海外
姉妹都市
- レイクカウチン（カナダ連邦 ブリティッシュコロンビア州）
1989年（平成元年）10月 - 旧大滝村が姉妹都市提携締結[4]。

友好都市
- 漳州市（中華人民共和国 福建省）
2010年（平成22年）4月7日 - 友好都市提携締結[4]。

#### 国内
ふるさと姉妹都市
- 亘理町（東北地方 宮城県 亘理郡）
1981年（昭和56年）4月 - ふるさと姉妹都市提携締結[4]。
- 新地町（東北地方 福島県 相馬郡）
1982年（昭和57年）7月 - ふるさと姉妹都市提携締結[4]。
- 山元町（東北地方 宮城県 亘理郡）
1988年（昭和63年）4月 - ふるさと姉妹都市提携締結[4]。

歴史友好都市
- 柴田町（東北地方 宮城県 柴田郡）
1988年（昭和63年）5月 - 歴史友好都市提携締結[4]。

市民交流宣言都市
- 枚方市（近畿地方 大阪府）
1999年（平成11年）7月 - 市民交流宣言都市提携締結[4]。

歴史兄弟都市
- 当別町（北海道）
1999年（令和2年）10月 - 歴史兄弟都市締結[4]。

## 経済
伊達市の産業別就業者数は平成22年国勢調査によると第一次産業の割合が10.6 %、第二次産業の割合が18.9 %、第三次産業の割合が70.5 %になっており、第一次産業の比率が比較的高くなっている。
伊達市では市内で産出される食資源を地域おこしに結びつける「伊達ウェルシーフード構想」を策定しており、農業、水産業、畜産業のみならず、加工業、小売業、飲食業の事業者や消費者である市民が一体となり、地域ブランドの確立や地産地消の推進など食に関わる取り組みを行っている。

### 協同組合
- 伊達市農業協同組合（JA伊達市）
- とうや湖農業協同組合（JAとうや湖）大滝支所
- 北海道農業共済組合（NOSAI北海道）[41]
  - いぶり西部出張所
  - いぶり西部家畜診療所
- いぶり噴火湾漁業協同組合[42]
  - 有珠支所
  - 伊達支所
- 胆振西部森林組合本所
- 胆振西部ハイヤー協同組合

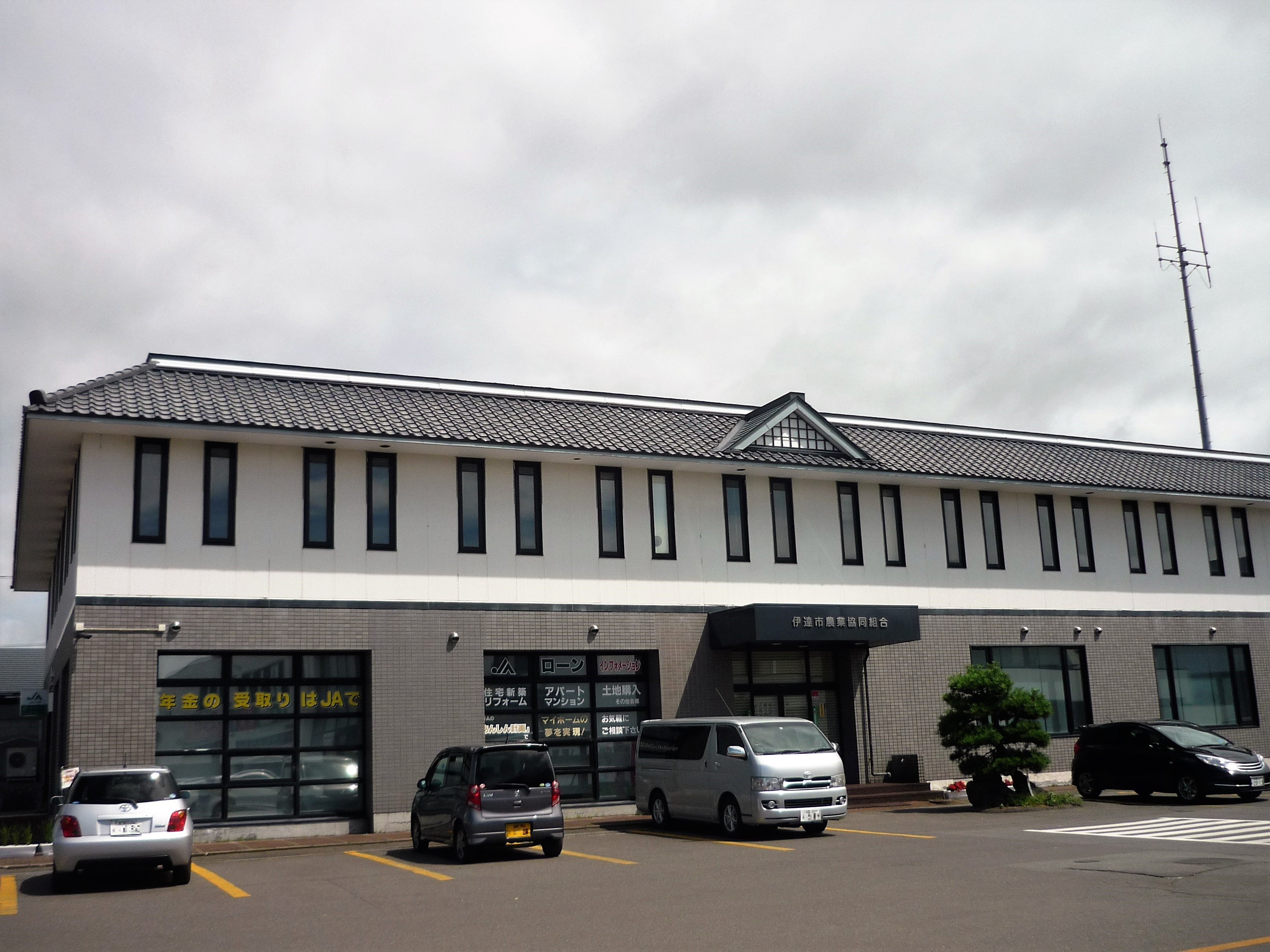
JA伊達市本所（2018年8月）

### 第一次産業

#### 農業
明治初期から西洋式農法などの新しい知識や新しい作物・技術を積極的に導入したことから、北海道農業の発祥地のひとつに数えられる。この地域の農業は、稲作や畑作に観賞用の草花を栽培する花卉を加えた耕種部門と、酪農に肉牛・豚・鶏などの飼育・生産を合わせた酪農畜産部門に大きく分けることができる。
伊達地域において温暖な気候のもとで多品種の野菜を生産しており、伊達野菜として札幌都市圏などへ出荷しているほか、伊達市観光物産館で地元消費者や旅行者に販売している。北海道としては雪が少ないほか、ハウス栽培も使い、市内で生産する野菜は100種類を超える。
大滝区では山岳丘陵地の畜産とわずかな平坦地において根菜などの寒冷地作物の栽培が中心になっている。
また、近年はアロニアの栽培にも取り組んでいる。

#### 林業
林業は、間伐で不要になった木材（カラマツ）を原料とした「木質ペレット」の生産を行っている。

#### 水産業
水産業は、内浦湾（噴火湾）養殖漁業の要所としてホタテガイなどの貝類を主体とした養殖業が盛んであるほか、「さけ・ますふ化場」を設置してサケの安定的な回帰を図っている。
また、北海道栽培漁業振興公社伊達事業所ではマツカワの種苗を放流している。

### 第二次産業

#### 工業
工業団地は「松ヶ枝地区中小企業団地」と「伊達長和工業団地」がある。

### 第三次産業

#### 商業
商業は、網代町や市役所通りを中心に商店街を形成しているほか、国道37号沿いを中心に路面店がある。
スーパーマーケット
- イオン北海道（イオングループ）
  - イオン伊達店
- ラルズ（アークスグループ）
  - スーパーアークス伊達店
- 生活協同組合コープさっぽろ室蘭地区
  - だて店
- 伊達市農業協同組合（JA伊達市）
  - くみあいマーケット
- ウロコ
  - 山下店
  - 舟岡店
  - 末永店

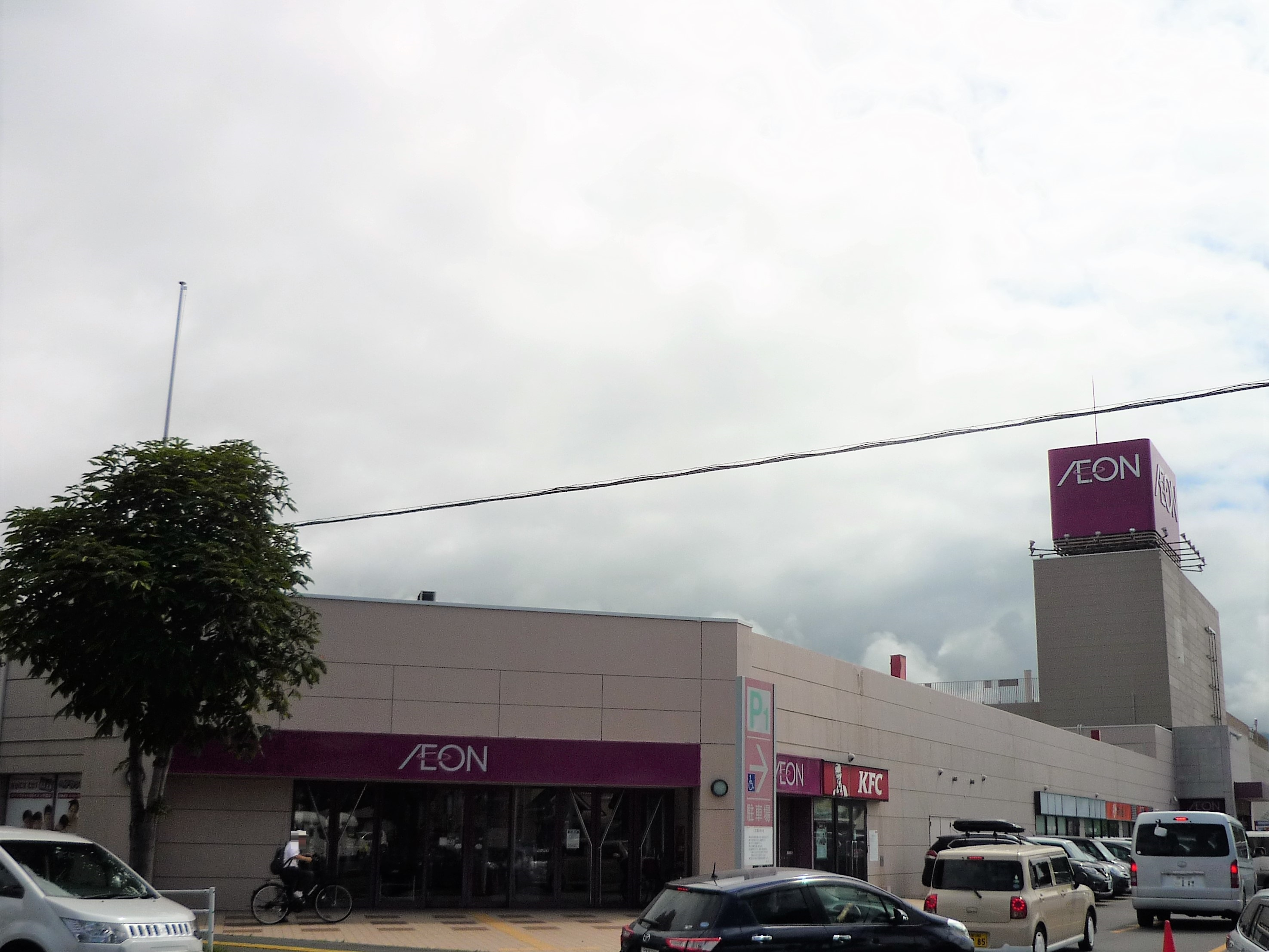
イオン伊達店（2018年8月）
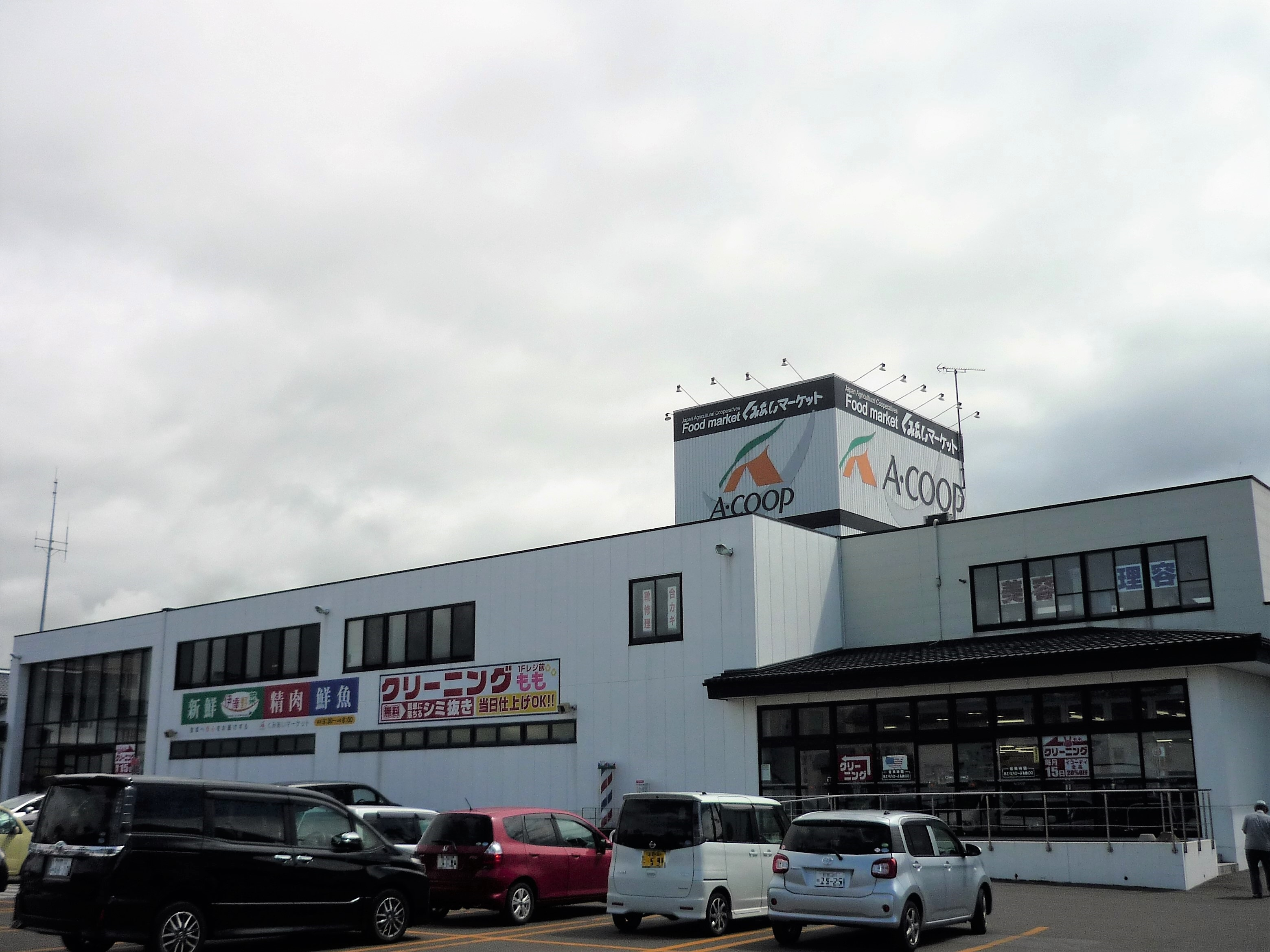
くみあいマーケット（2018年8月）

#### 観光業
観光は、伊達地域には有珠善光寺や史跡北黄金貝塚公園などの歴史探勝地があるほか、伊達市観光物産館（道の駅だて歴史の杜）は農産物など地場産品の販売や観光情報を発信する拠点になっている。大滝区は国民保養温泉地に指定されている北湯沢温泉をはじめ、ホロホロ山自然休養林や三階滝公園（三階滝）があり、変化に富んだ丘陵や森はノルディックウォーキングやクロスカントリースキーのコースになっている。

#### 物流
- ヤマト運輸千歳主管支店伊達センター
- 佐川急便室蘭営業所（所在地は室蘭市）

### 伊達市に拠点を置く主な企業
50音順
- ウロコ
- 大高酵素
- オオヤミート
- クレードル興農
- 寿浅グループ
- 須藤建設
- 高橋農場
- 伊達温泉
- 伊達信用金庫
- ダテハキ
- 中井英策商店
- ナガワ
- 野口観光
- 北海道電力
- 北海道糖業
- 北海道パワーエンジニアリング
- 牧家

### 金融機関
- 北洋銀行伊達支店
- 北海道銀行伊達支店
- 伊達信用金庫本店、本店長和出張所、本店東出張所、壮瞥支店大滝出張所
- 室蘭信用金庫伊達支店
- JAバンク北海道（北海道信用農業協同組合連合会）JA伊達市本所

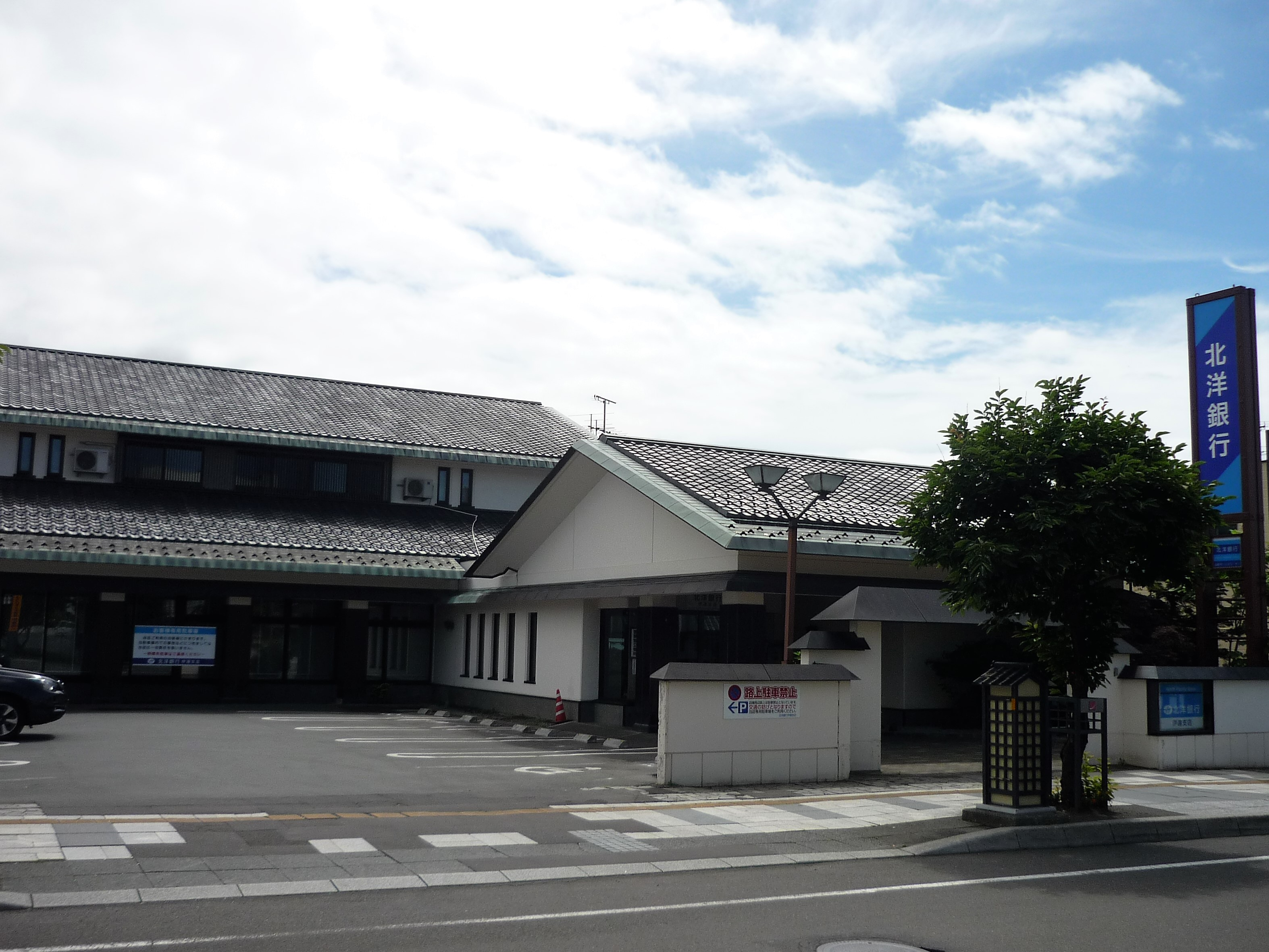
北洋銀行伊達支店（2018年8月）
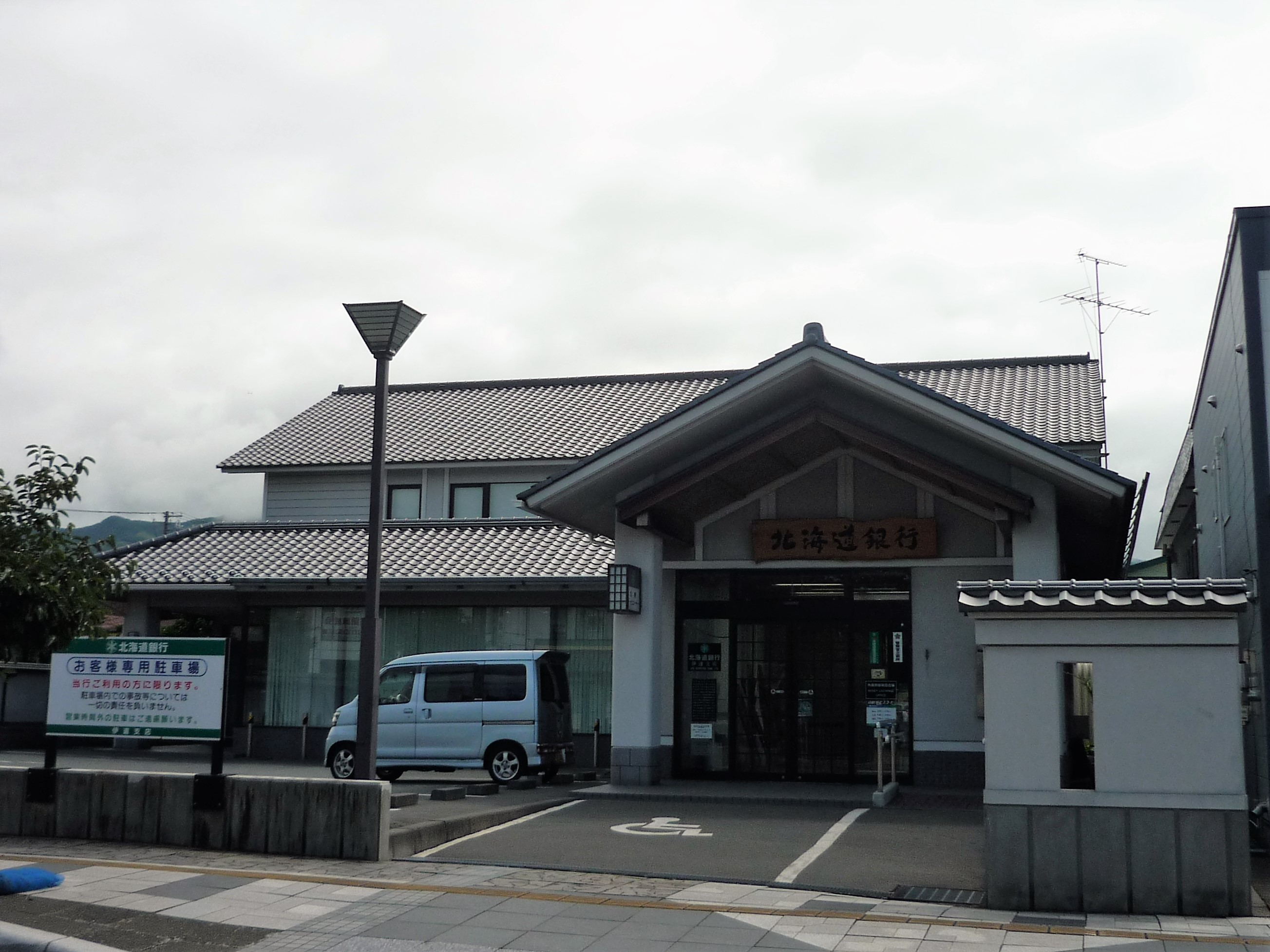
北海道銀行伊達支店（2018年8月）
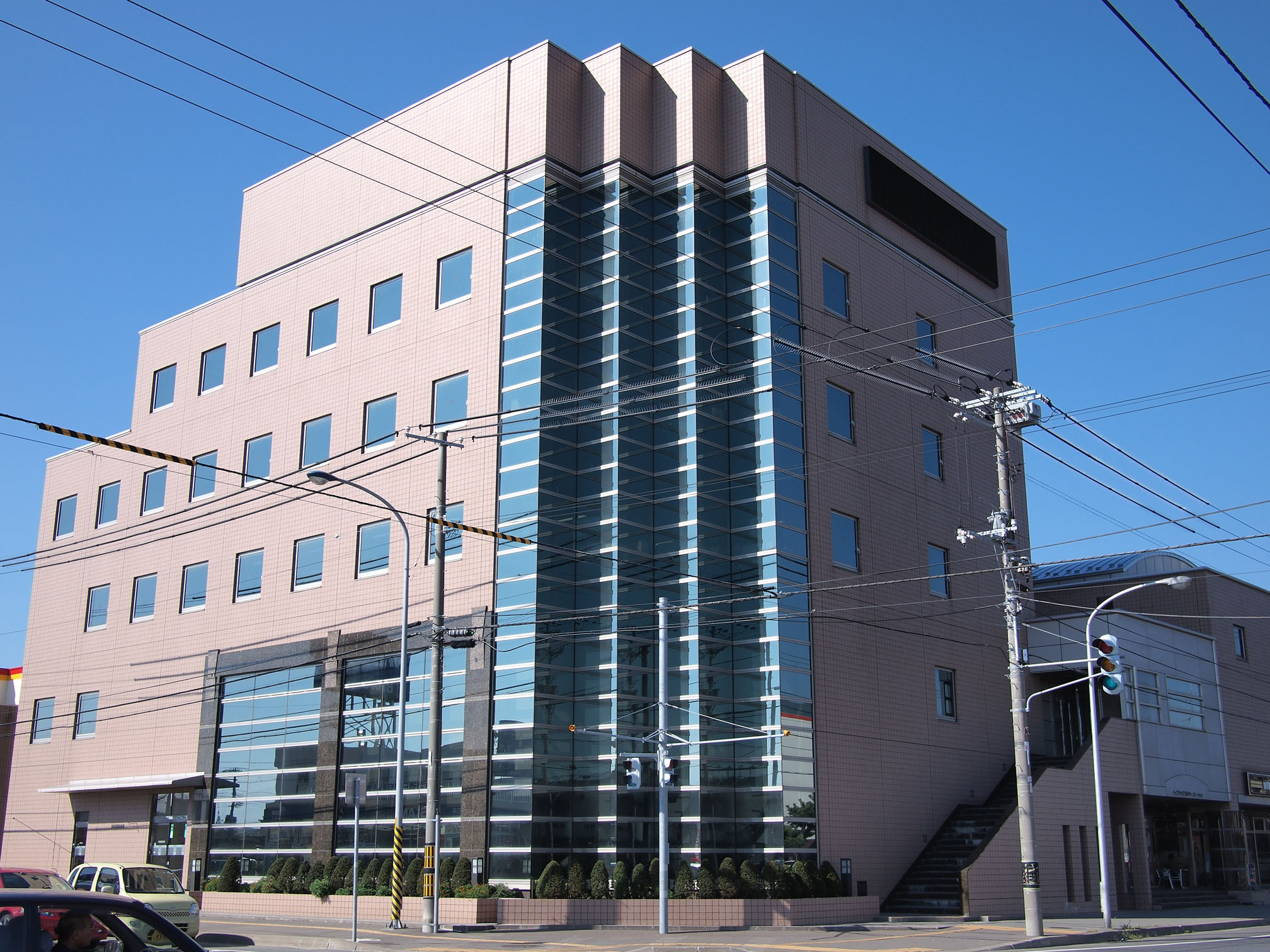
伊達信用金庫本店（2010年8月）
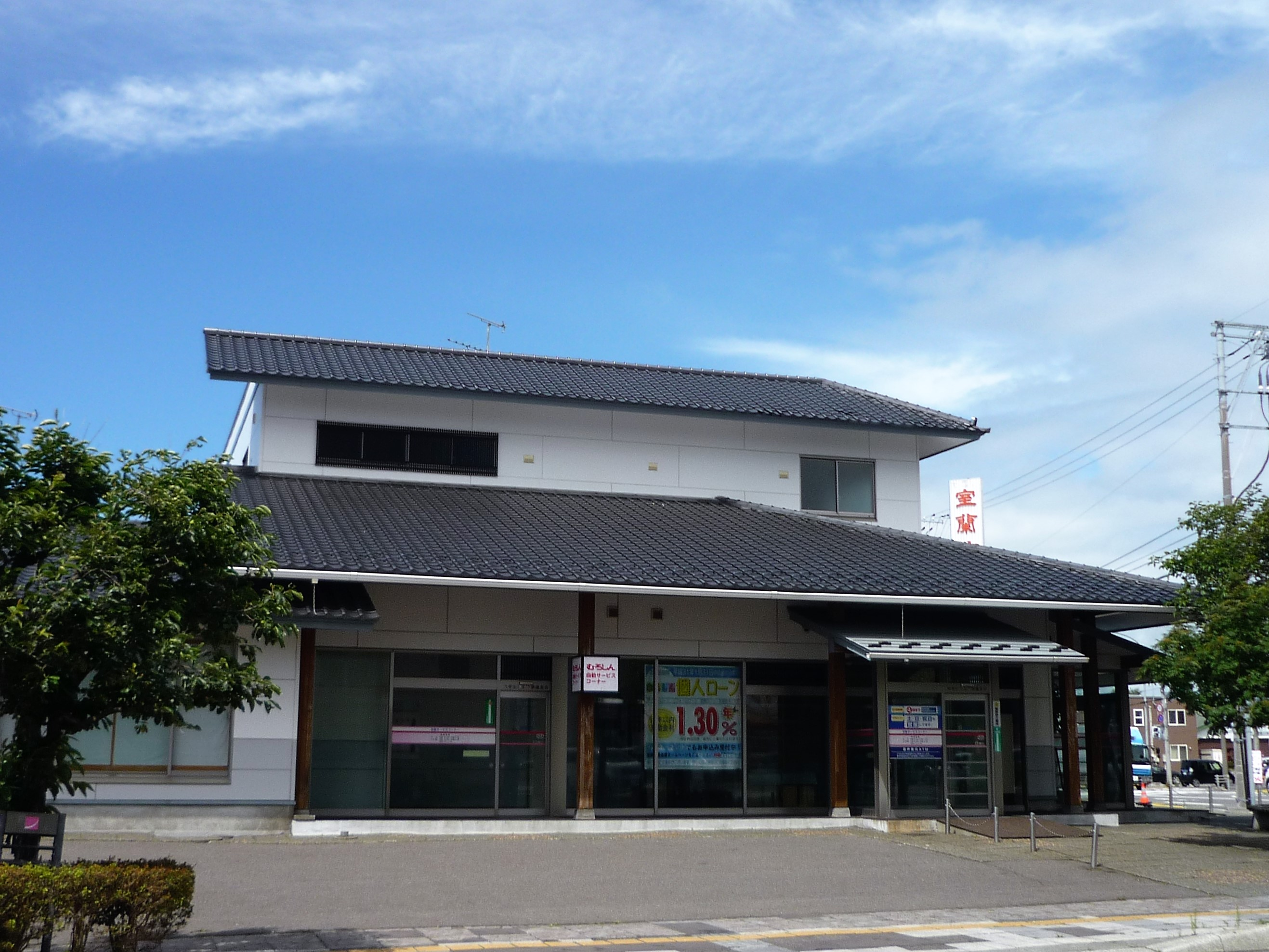
室蘭信用金庫伊達支店（2018年8月）

## 情報･通信

### マスメディア

#### 新聞社
- 北海道新聞社伊達支局
- 室蘭民報社西部支社

#### 放送局
テレビ
- 大滝ケーブルテレビ

ラジオ
- wi-radio（FMびゅー（室蘭まちづくり放送）とのサイマル放送）[22]

## 生活基盤

### ライフライン

#### 電力
- 北海道電力
  - 伊達発電所
  - 伊達ソーラー発電所
- ユーラスエナジーホールディングス
  - 伊達ウインドファーム・伊達黄金ウインドファーム[53][54]
- 大林クリーンエナジー
  - 伊達太陽光発電所[55]
- 日弘ヒーティング
  - 伊達若生太陽光発電所[56]
  - 伊達若生第2太陽光発電所[57]

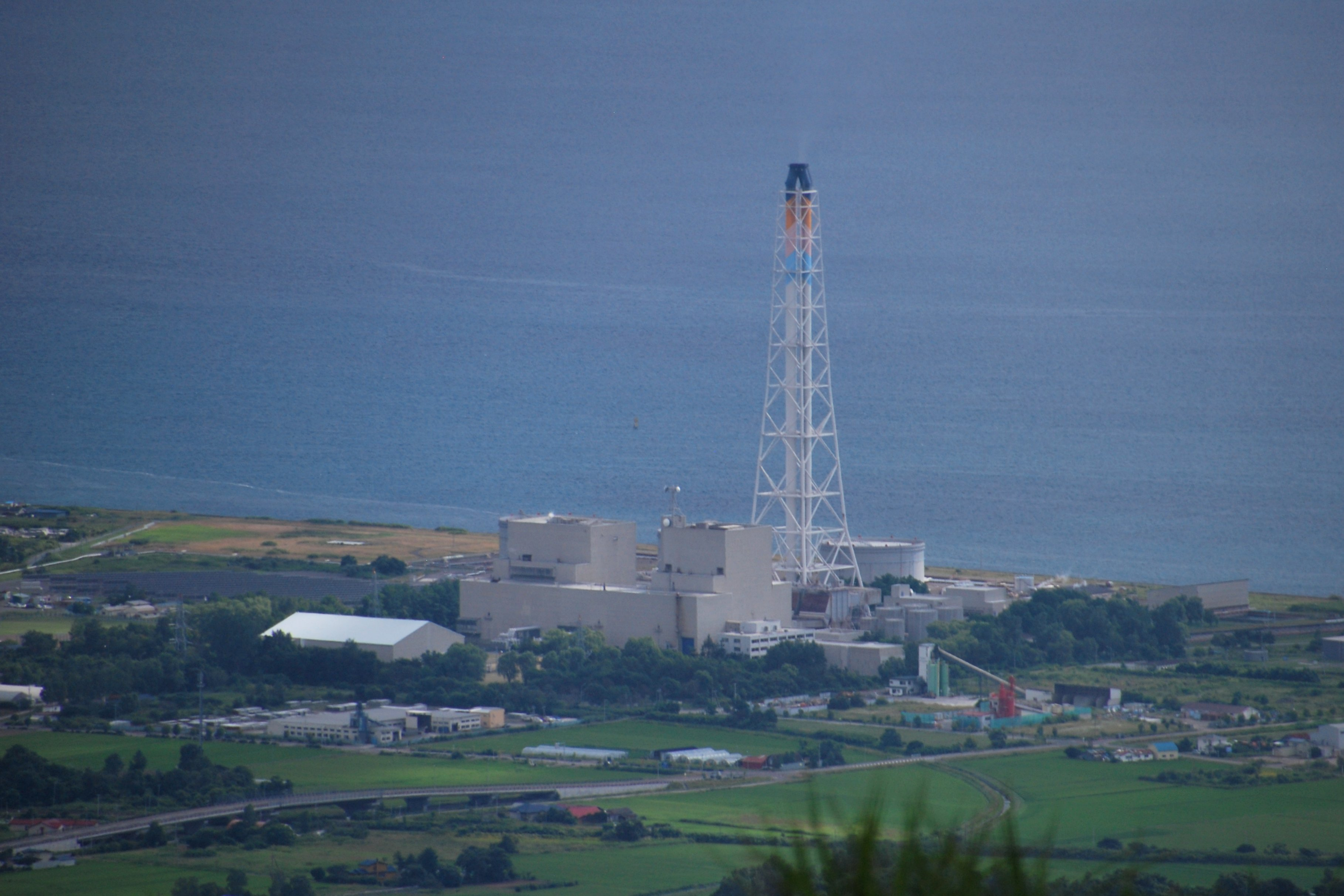
有珠山から眺めた北海道電力伊達発電所（2013年5月）

## 教育

### 高等学校
道立
- 北海道伊達開来高等学校[58]

### 中学校
市立
- 伊達市立伊達中学校[59]
- 伊達市立光陵中学校[59]

### 小学校
市立
- 伊達市立伊達小学校[59]
- 伊達市立伊達西小学校[59]
- 伊達市立有珠小学校[59](2023年3月閉校)
- 伊達市立長和小学校[59](2024年3月閉校）
- 伊達市立稀府小学校[59](2022年3月閉校)
- 伊達市立関内小学校[59]
- 伊達市立東小学校[59]

### 義務教育学校
市立
- 伊達市立大滝徳舜瞥学校[59]

### 小中学校
市立
- 伊達市立星の丘小・中学校（児童心理治療施設に入所する児童生徒が通う特別支援学級のみの学校）[59]

### 特別支援学校
- 北海道伊達高等養護学校[60]

### 幼児教育

#### 認定こども園
- 京王幼稚園[61]

#### 保育所
認可保育所
- ひまわり保育所（市立）[62]
- くるみ保育所（市立）[62]
- 大滝保育所（市立）[62]
- 伊達保育所[62]
- うす保育所[62]
- ふたば保育所[62]
- 虹の橋保育園[62]
- つつじ保育所[62]

企業主導型保育所
- あんあん保育園ソラニワルーム

認可外保育所
- 伊達赤十字病院院内保育所[62]

#### 幼稚園
- 伊達幼稚園[63]

認可外幼稚園
- マルベリーの森のおうち[64]

## 交通

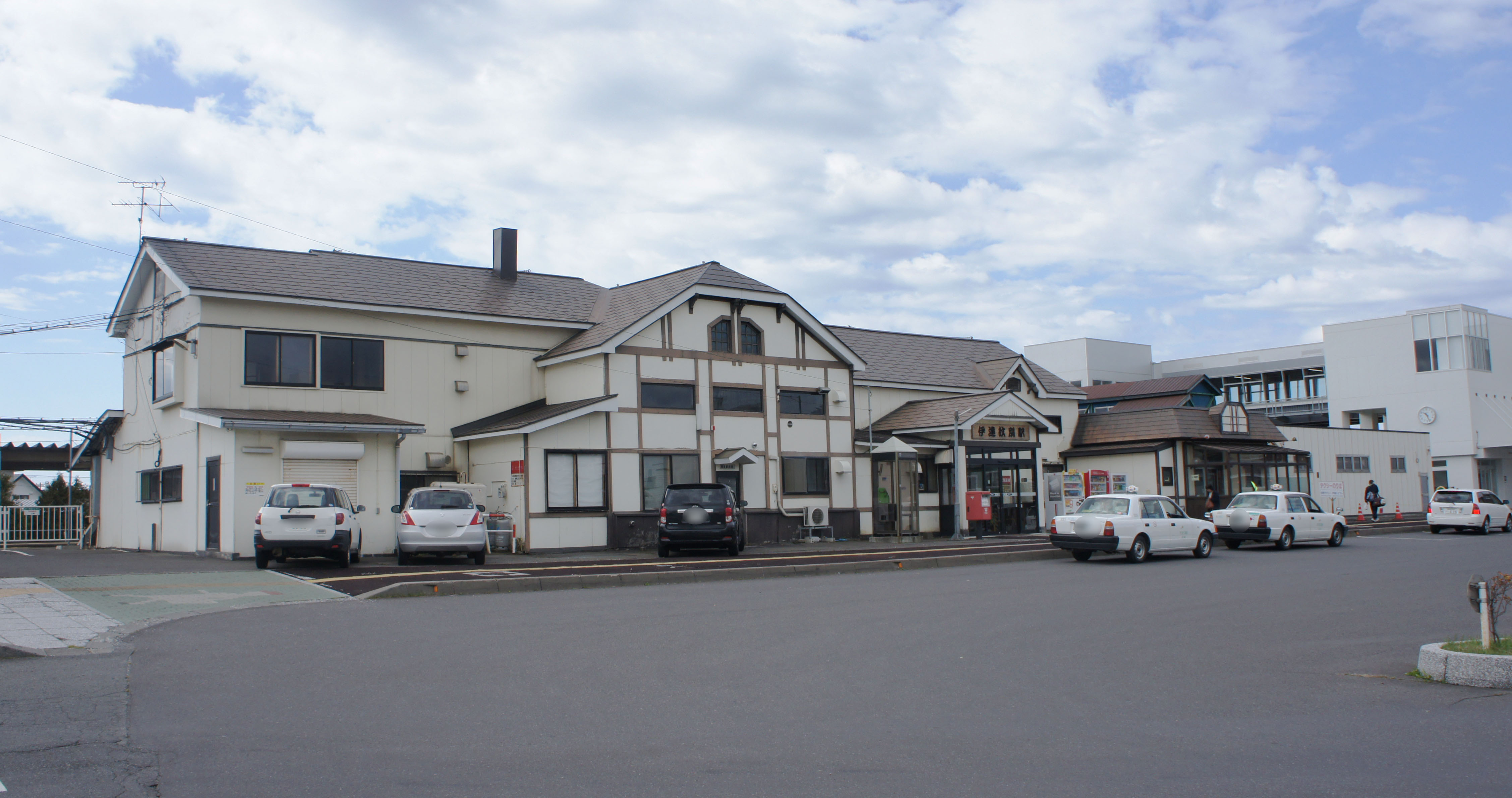
伊達紋別駅（2018年10月）

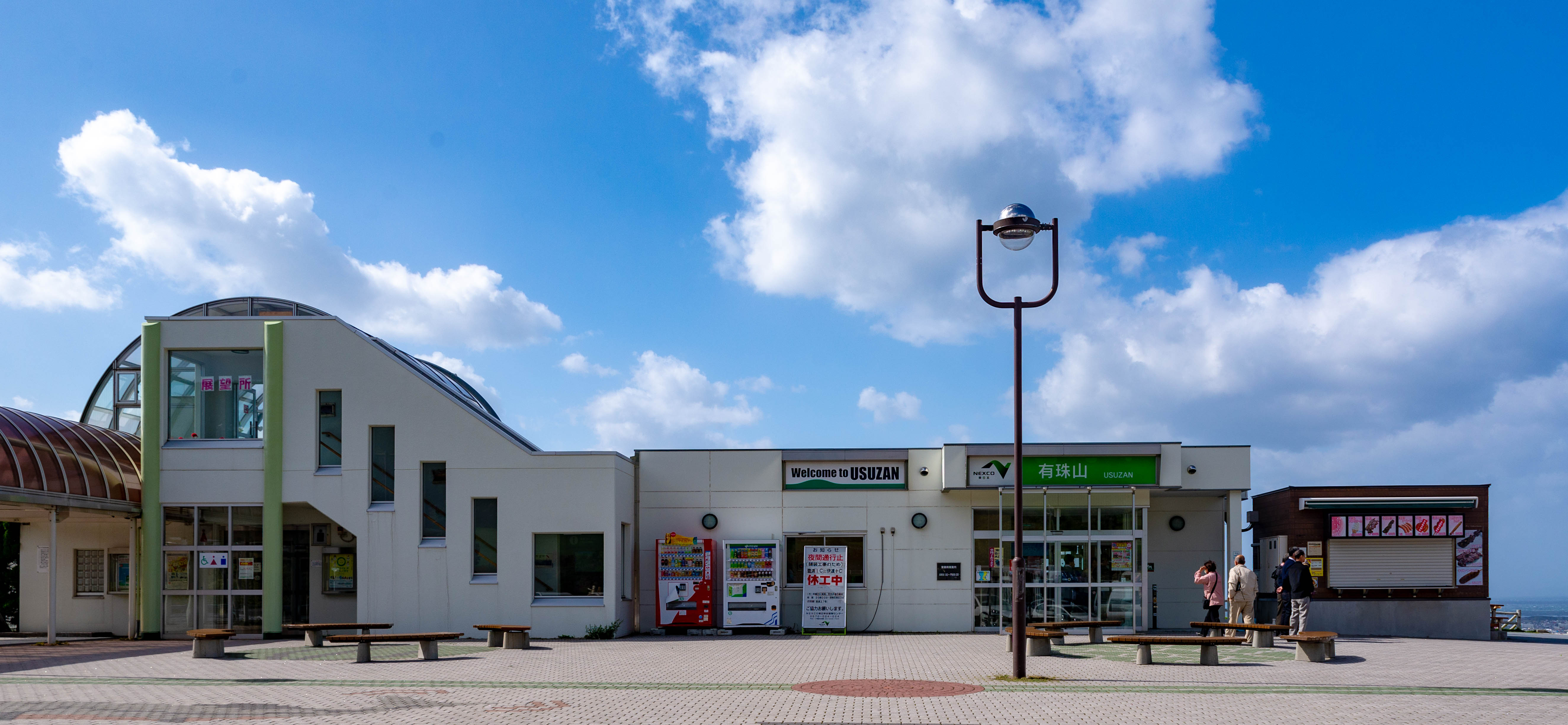
有珠山SA上り線（函館方向）（2015年10月）

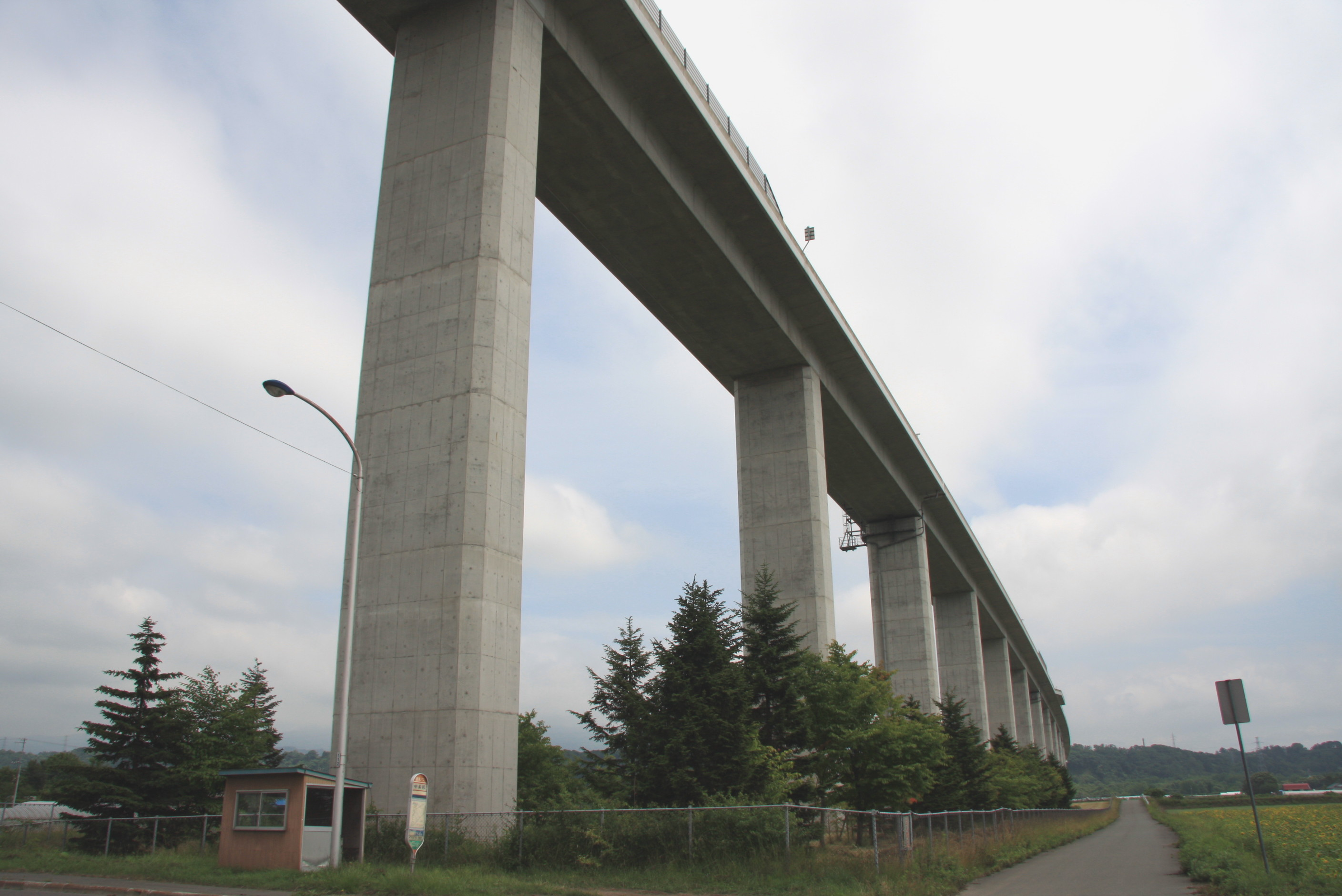
伊達IC - 虻田洞爺湖IC間にある高速道路陸上橋としては日本一（1,770 m）の長流川橋（2012年7月）

### 鉄道
市の中心となる駅は伊達紋別駅。
北海道旅客鉄道（JR北海道）
- 室蘭本線：有珠駅 - 長和駅 - 伊達紋別駅 - 北舟岡駅 - 稀府駅 - 黄金駅

#### 廃線となった鉄道
- 日本国有鉄道（国鉄）
  - 胆振線：伊達紋別駅 - 上長和駅 - （壮瞥町区間：壮瞥駅 - 久保内駅 - 蟠渓駅） - 北湯沢駅 - 優徳駅 - 新大滝駅

### バス
かつてはJR北海道バスが市内・近郊路線を運行しており、伊達自動車営業所があった。1996年（平成8年）に撤退し、全便を道南バスに移管した。

### 路線バス
- 道南バス（伊達営業所を設置）
  - 伊達市内線
  - 郊外線（室蘭、洞爺湖温泉、豊浦、倶知安方面）
  - 都市間高速バス（札幌方面）

### タクシー
小型車初乗り運賃は550円。中型車初乗り運賃は570円（距離制）。
- 伊達ハイヤー
- 光星タクシー
- 道南ハイヤー
- 毛利ハイヤー

### 道路

#### 高速道路
- 道央自動車道（北海道縦貫自動車道）：伊達IC - 有珠山SA（ガソリンスタンド併設）

#### 国道
- 国道37号
- 国道276号（国道453号との重用区間あり）
  - 美笛峠
- 国道453号

#### 道道
- 北海道道86号白老大滝線
  - ホロホロ峠
- 北海道道145号伊達インター線
- 北海道道385号長和停車場線
- 北海道道386号有珠停車場線
- 北海道道519号滝之町伊達線
- 北海道道695号清原喜茂別線
- 北海道道703号洞爺湖公園線
- 北海道道779号南黄金長和線
- 北海道道981号上長和萩原線
- 北海道道982号伊達紋別停車場線
- 北海道道1057号稀府停車場線

#### 道の駅
- だて歴史の杜
- フォーレスト276大滝

## 観光

### 文化財
「伊達市内の指定文化財」参照

#### 国指定
- 史跡
  - 善光寺跡 - 有珠善光寺、宝物館[67]
  - 北黄金貝塚 - 北黄金貝塚公園、北黄金貝塚情報センター[68]
- 重要文化財
  - 旧三戸部家住宅[69]
  - 北海道有珠モシリ遺跡出土品 - だて歴史文化ミュージアム保管[70]
  - 蝦夷三官寺善光寺関係資料 - 善光寺境内、宝物館保管[71]

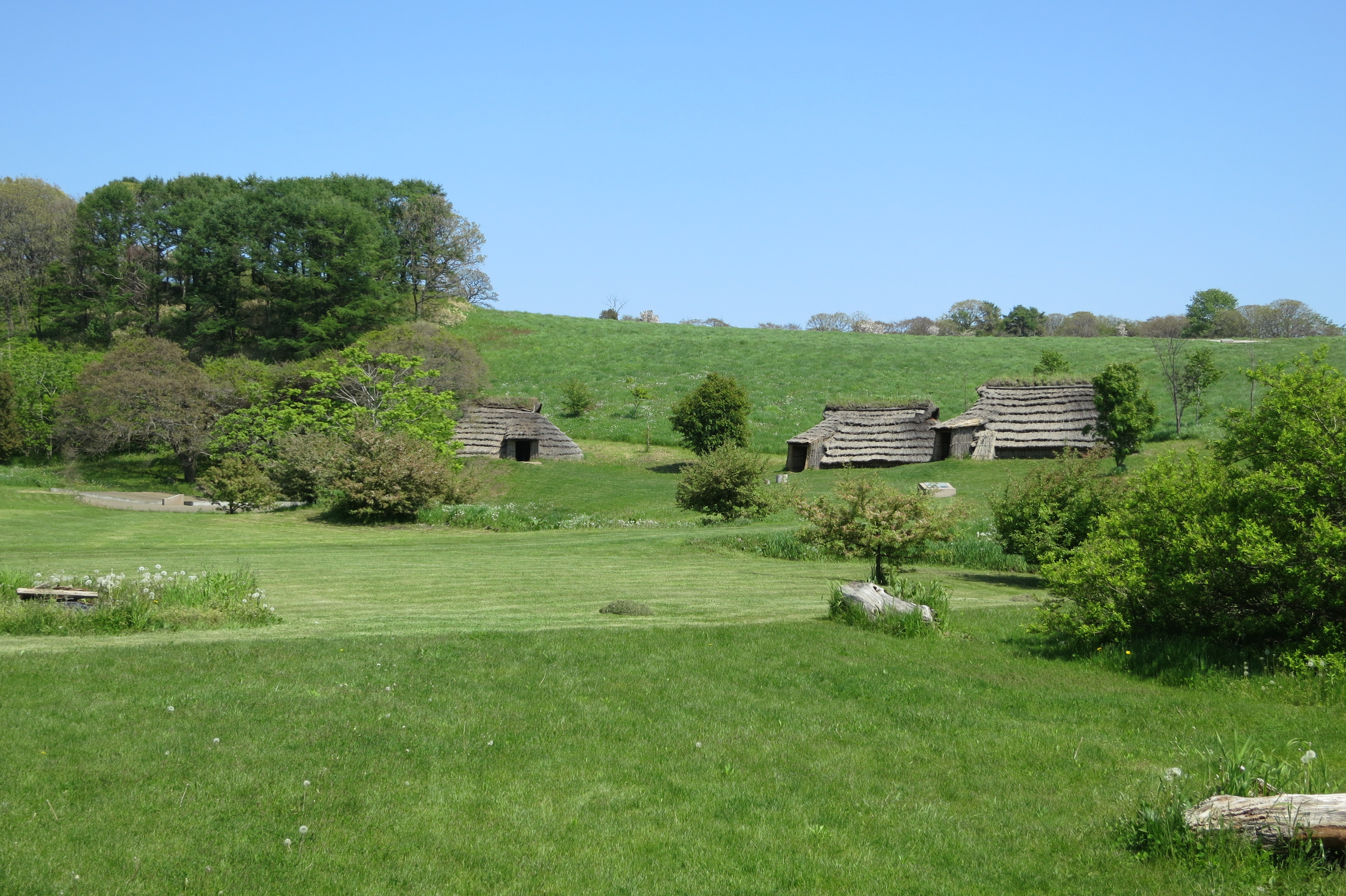
北黄金貝塚公園（2012年5月）
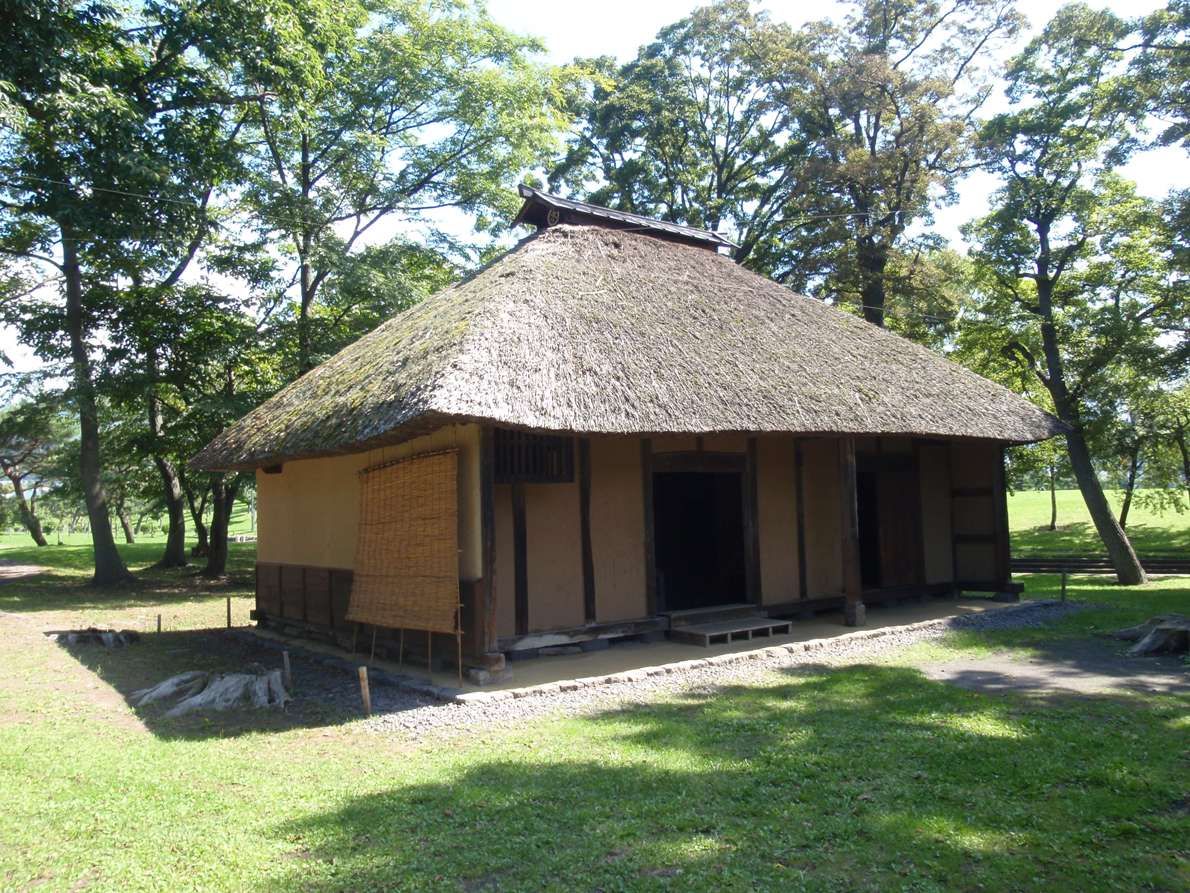
旧三戸部家住宅（2009年9月）

#### 道指定
- 有形文化財
  - 釈迦如来立像 - 善光寺境内、宝物館保管
  - 円空作聖観音像 - 善光寺境内、宝物館保管

市指定
- 史跡
  - 伊達市開拓記念館庭園
  - 鍬入れの碑
  - 館山チャシ
  - バッタ塚
  - 有珠会所跡
  - 創治記念碑
  - ポンチャシ
  - 茶飲み場跡
  - 北黄金3遺跡
  - 有珠6遺跡
- 有形文化財
  - 土蔵倉 - ビアバー／カフェとして利用
  - 迎賓館 - 旧伊達家住宅
  - 旧伊達家蔵
  - バチラー夫妻記念堂
  - 旧もんべつ製糖所製糖機械 - 北海道糖業道南製糖所
  - 亘理伊達家指小旗
- 記念物
  - カシワ3本
  - サイカチ2本
  - 一本柏
  - ニレ2本
  - ハルニレ
  - ケヤキ2本
  - ヒノキ
  - イチョウ3本
  - スギ
  - シナサワグルミ
  - 三本杉
  - 石割り桜
- 無形民俗文化財
  - 仙台神楽 - 伊達市仙台神楽保存会
  - 柳心介冑流 - 柳心介冑流柳心介冑流保存会
  - さんさ時雨 - 伊達市さんさ時雨保存会

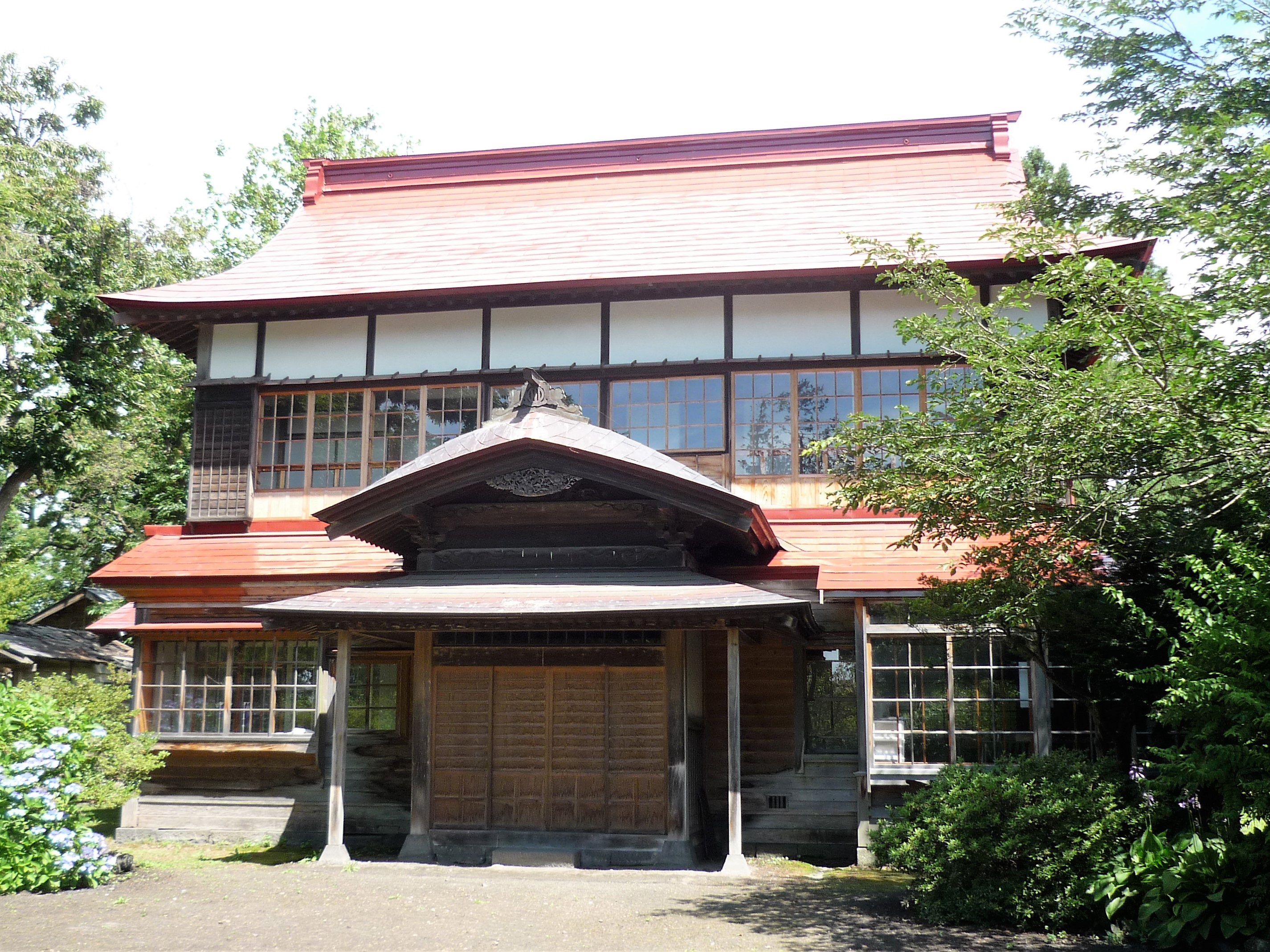
迎賓館（2018年8月）

### 観光スポット
- きのこ王国
- 三階滝公園
  - 三階滝
- 白絹の床
- 有珠善光寺
- 善光寺自然公園
- バチラー夫妻記念堂
- アルトリ岬
- 北舟岡駅：夕日の名所。
- 総合公園だて歴史の杜
  - 伊達市観光物産館
  - だて歴史文化ミュージアム
  - 体験学習館（旧黎明観）
  - 宮尾登美子記念アートホール
  - 迎賓館
  - 旧三戸部家住宅
- 大雄寺（亘理伊達家の菩提寺）
- 史跡北黄金貝塚公園

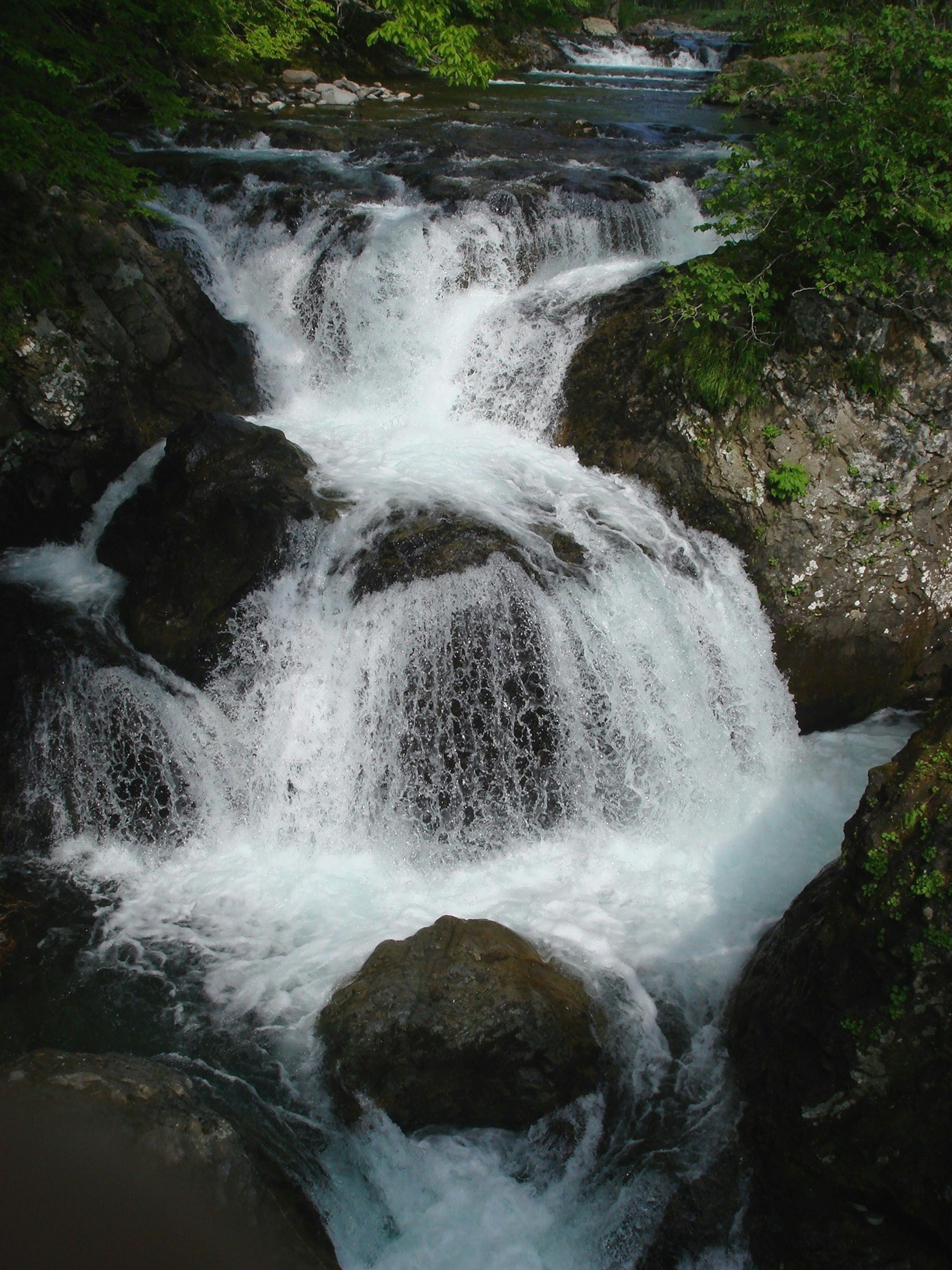
三階滝（2008年6月）
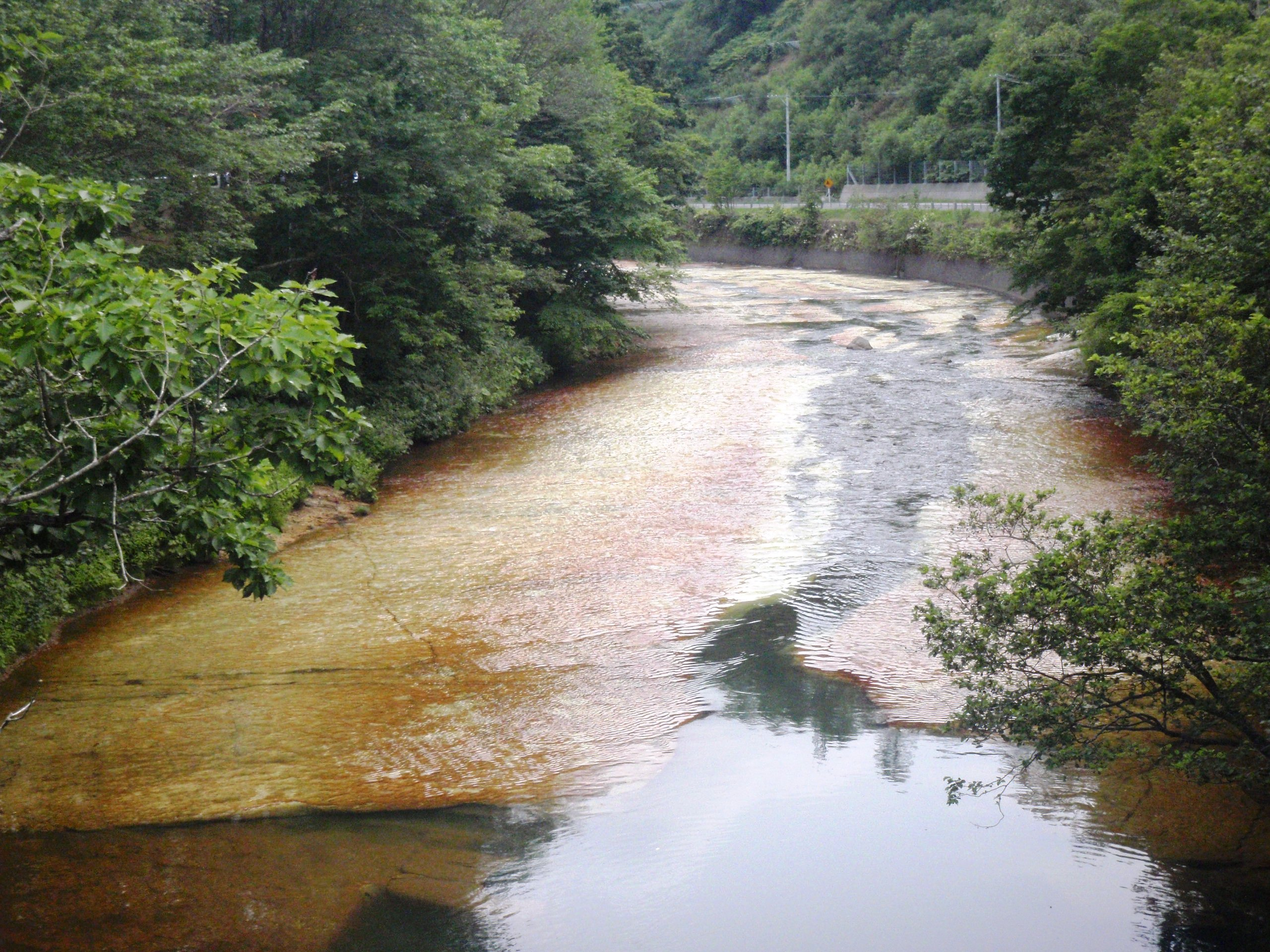
北湯沢温泉付近を流れる長流川（通称白絹の床）（2011年8月）
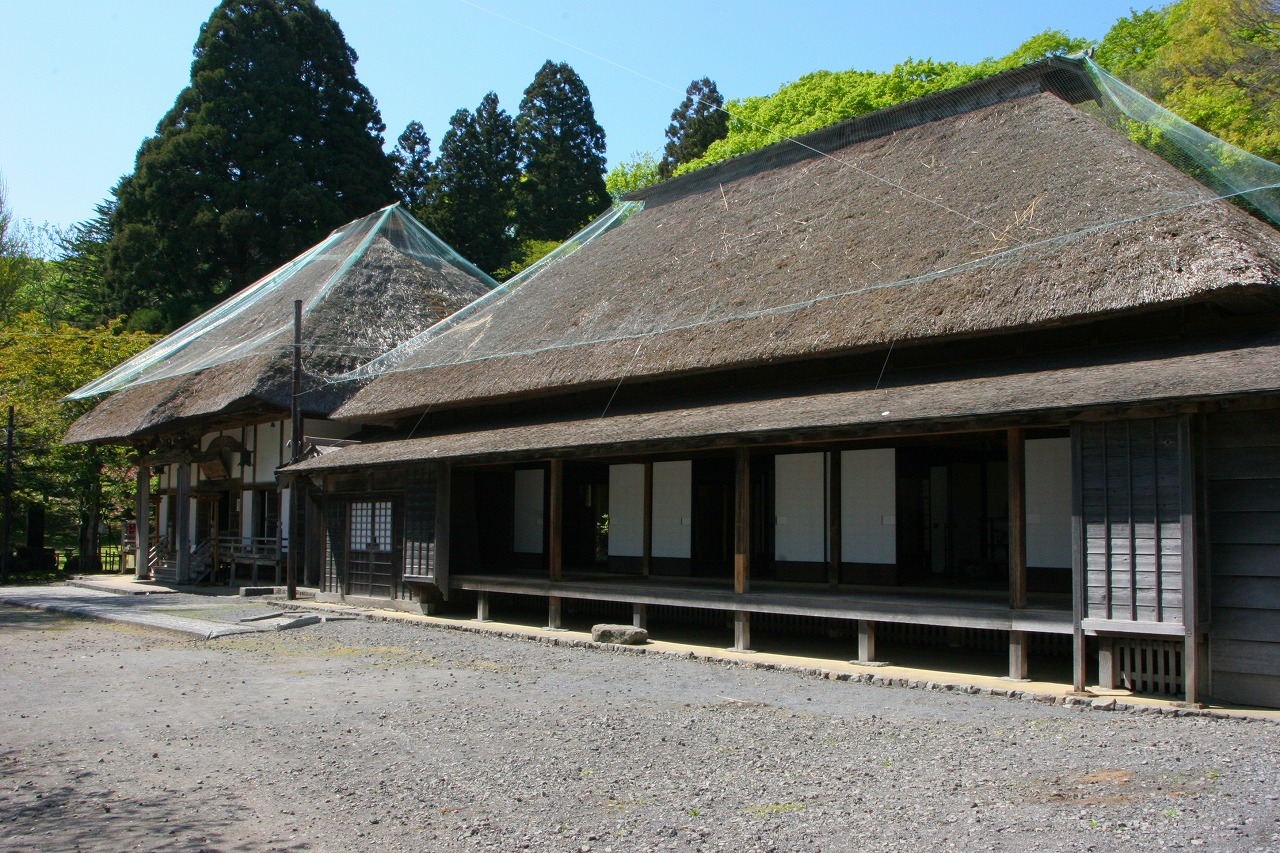
有珠善光寺（2014年5月）
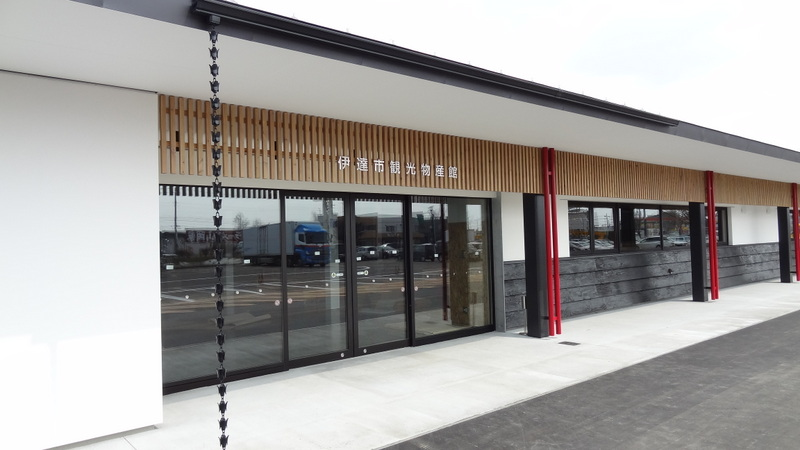
移設オープン前の伊達市観光物産館（2012年3月）

#### 温泉
- 北湯沢温泉（国民保養温泉地[72]）
- 伊達温泉

#### ゴルフ場
- 伊達カントリー倶楽部

#### レジャー
- アルトリ岬キャンプ場
- 有珠海水浴場・キャンプ場
- ポロノット森林公園
- 優徳農村公園
- 徳舜瞥山登山口・キャンプ場
- マリンアスレチック アトゥイ

## 文化･名物

### 祭事･催事
- おおたき国際スキーマラソン（2月）
- 春一番伊達ハーフマラソン（4月）[73]
- 有珠磯まつり（7月）
- おおたき国際ノルディックウォーキング（7月）
  - 日本国内初の国際ノルディックウォーキング協会公認コース
- 伊達武者まつり（8月）[74]
- だて噴火湾縄文まつり（9月）
- だて物産まつり（10月）

### 名産･特産
- ホタテ
- マツカワ「王鰈」（おうちょう）
- カレイ
- キンキのいずし
- 伊達野菜[46]
- トマト「藤五郎」
- 長ネギ
- キャベツ
- カリフラワー・ブロッコリー
- メロン
- 乳用牛・繁殖雄牛
- きのこ
- 長芋
- 藍染め

## 出身関連著名人
50音順

### 出身著名人

#### 政治・行政・経済・司法
- 菊谷秀吉（元伊達市長）
- 高橋辰夫（元衆議院議員、北海道議会議員）
- 土田史（弁護士）
- 手代木隆吉（教育者、弁護士、元衆議院議員）
- 布田えみ（政治家。岩沼市議会議員）
- 佐藤善七（雪印乳業（現・雪印メグミルク）創業者の1人）
- 小野武彦（土木技術者、清水建設副社長、土木学会会長）
- 菊地裕太郎（弁護士）東京弁護士会元会長、日本弁護士連合会元会長(2018-2019年)。[75]
- 沢井俊（第一管区海上保安本部本部長）
- 堀井敬太（伊達市長）

#### 学術・教育・文化
- 安蒜綾子（刺し子作家）
- 伊勢祥延（写真家）
- 伊藤なむあひ（小説家）
- 松本正（工学者。北海道大学名誉教授。元北海道工業大学（現在の北海道科学大学）学長）
- 渡部淳_(政治学者)（北海道文教大学教授・国際学部長 ）
- 阿部望（寿司職人 アメリカ合衆国・ニューヨーク Sushi Noz）
- 井樫彩（映画監督）
- 太田岳（デザイナー）
- 太田秀（インテリア設計士）
- 葛来奈都（小説家）『花屋の倅と寺息子』シリーズ
- 加藤まり子（チェンバロ・ピアノ奏者）
- 鹿野内太一（写真家）
- 橘内栞那（バレエダンサー）
- 草野一騎（着物作家）
- 小熊秀雄（木彫り熊作家）
- 窪田健策（作曲家）
- 甲地清山（書家）
- 齋藤正樹（寿司職人 カナダ・トロント Sushi Masaki Saito）
- 佐藤真理子（イラストレーター）
- 清水梅子（写真家）
- 高橋哲夫（画家）
- 髙山花子（UTokyo EAA - 東京大学東アジア藝文書院特任助教。フランス現代思想史研究者）
- 伊達恒大（漫画家）
- 谷口昇司（広告クリエイター）
- 近野賢一（声楽家）
- 佐藤孝憲（情報通信研究者。北海道大学大学院情報科学研究院 准教授）
- 佐藤祐治（メタ佐藤として活動する写真家）
- 嶋村ヒロ（漫画家）
- 鈴木信（博士(文化史) 。北海道立埋蔵文化財センター常務理事）
- 野本茂（経営学者。聖泉大学短期大学部教授）
- パーツ・イシバ (演出振付家)
- 橋本塁（写真家）
- バチェラー八重子（アイヌ民族の歌人、宗教家）
- 早坂義征 (作家、美術研究員)
- 平口広美（漫画家）
- 福永壮志（映画監督、脚本家）
- 藤田貴大（劇作家、演出家。第56回岸田國士戯曲賞を受賞し、伊達市初の伊達市特別表彰が授与された。）
- 藤谷昌敏（元・法務省公安調査庁。安全保障研究者。実業家）
- 古川修文（元法政大学工学部建築学科教授、博士（工学））
- 松永政司（工学者）
- 道上健一（博士（薬科学））
- 八重樫風雅（映画監督）
- 八木澤知里（オペラ歌手）
- 渡辺元佳（彫刻家）
- 和嶋歩（写真家）

#### 芸能・ポピュラー音楽・マスコミ
- 小松幸雄（音楽グループ手風琴）
- 五十嵐あい（シンガーソングライター）
- 北畠蘭（ボーカリスト）
- 佐藤“じーけん”健治（ギタリスト）
- 斉藤竜明（シンガーソングライター）
- 齋藤司（harmonious。シンガーソングライター）
- さつらいかほ（シンガーソングライター）
- 菖蒲まりん（ NMB48 6期研究生・元NMB48チームN)
- Seiya Nagae（ミュージシャン。THE PHROCKSボーカル）
- 善光寺広志（演歌歌手）
- 高橋理通子（舞踏家）
- 太細真弥（アナウンサー）
- CHERU（シンガーソングライター）
- 伊達悠太（演歌歌手）
- 橋アキラ（グループ・サウンズ バンド、ザ・サマーズ、 ザ・ジャガーズボーカル）
- 坂東龍汰（俳優）
- 深見順也（シンガーソングライター）
- 藤河ちあき（シンガーソングライター）
- ハイジ (ラジオパーソナリティ)
- 元岡一英（ジャズピアニスト）
- ワタリ119（お笑い芸人）
- Ao (バンド) (オルタナティヴ・ロックバンドのボーカルとギター担当の安田貴広が伊達市出身）

#### スポーツ
- 浅利昌哉（柔道家）
- 尾形藤吉（元日本中央競馬会調教師）
- 鈴木彩乃（プロスキーヤー・冒険スキーヤー）
- 高橋耕平（サッカー選手）
- 廣瀬未佳（ アルテミス北海道所属のバレーボール選手）
- 北勝伊 悠希（力士。最高位 三段目 75）
- 松倉義明（日本の元プロボクサー。第20代日本ジュニアバンタム級王者。現役時代は宮田ボクシングジム所属。）
- 深谷颯太（サッカー選手）
- 宮澤裕樹（サッカー選手）
- 武者大夢（サッカー選手）
- 小林祐和（ビリヤードのプロ選手・日本プロポケットビリヤード連盟 47期 トーナメントプロ）

#### その他
- 伊達基（男爵）
- 向井光太郎（架空の人物。堂場瞬一の小説『コーチ』に登場する警視庁刑務部人事二課所属巡査部長）

### ゆかりのある人物
- 石丸幸人（アディーレ法律事務所代表。北海道伊達緑丘高等学校出身）
- 神内良一（実業家。プロミス創業者。戦時中に北海道伊達市有珠地区に疎開)
- 掛川源一郎（写真家。伊達高校に教員として勤務)
- 門倉健（埼玉県入間市出身の元プロ野球選手（投手）・コーチ。野球解説者。北海道伊達市のクラブチーム・伊達聖ヶ丘病院硬式野球部に入団）
- 北野豊吉（オーナーブリーダー。メジロ牧場で競走馬の生産を手掛けた）
- 形本静夫（順天堂大学名誉教授（運動生理学）・博士（医学）日本健康体力栄養学会元会長。伊達高等学校出身）
- 陸羯南（日本最初期のジャーナリスト。1880年、現在の北海道伊達市錦町にあった日本初の製糖所である官立紋別製糖所に勤めた）
- Kouichitv（YouTuber。伊達高校出身）
- 高桑雅信（室蘭市出身のシンガーソングライター。北海道伊達緑丘高等学校出身）
- 高橋是清（第20代内閣総理大臣。高橋農場創業者）
- 高橋尚子（2000年シドニーオリンピック女子マラソン金メダリスト。2010年から2012年まで大滝区内に設置された「Qちゃんファーム」（のぐち北湯沢ファーム内）で、野菜作りに取り組んでいた）
- 多田憲之（東映元社長。北海道伊達高等学校出身）
- 伊達邦成（亘理伊達氏第14代目。伊達市開拓者）
- 伊達保子（邦成の養母 貞操院保子「開拓の母」）
- 田村正敏（昭和・平成期の酪農業者 元・日大全共闘書記長;元・勝手連代表。）
- 樽見弘紀（政治学者。元放送作家。北海学園大学名誉教授）
- トップリード（かつて存在したお笑いコンビ。ボケ・ネタ作り担当の新妻 悠太が北海道伊達緑丘高等学校出身）
- 坪川拓史（伊達市を含む西いぶりを舞台とした作品も手掛ける映画監督）
- 野田弘志（写実画家。伊達市で画塾「野田・永山塾」を開講）
- 永山優子（写実画家。伊達市で画塾「野田・永山塾」を開講）
- 橋口文蔵（明治期の官吏、実業家。明治28年(1895年）に優徳および北湯沢に農場を拓いたのが旧大滝村の開拓の始まりと伝えられる）
- 平塚悠知（伊達市内のNSS北湘南サッカースクールを卒団した伊達市の隣町の豊浦町出身のプロサッカー選手）
- 廣瀬智行（伊達市内のNSS北湘南サッカースクールを卒団したプロサッカー選手）
- 本間昭南（作家）
- 宮尾登美子（作家。『宮尾本平家物語』執筆のために市内に住んでいた。これが縁で宮尾登美子文学記念館が開館）
- 斎藤廣胖（画家。1898年生～1987年没。伊達高校に教員として勤務。）

## 参考資料
- “市勢要覧 愛City だて” (PDF).   北海道伊達市 (2009年). 2015年10月21日閲覧。
- “伊達市の概況” (PDF).   北海道伊達市 (2016年). 2017年9月28日閲覧。